# Cronologia das missões a Marte

## 1960
Neste ano, tentou-se enviar a primeira sonda espacial à Marte, inaugurando a era das missões espaciais enviadas ao planeta vermelho.

### Marte 1960 A ou Korabl 4 ou Marsnik 1
Lançada em 10 de outubro de 1960 pela URSS, mas não obteve sucesso.

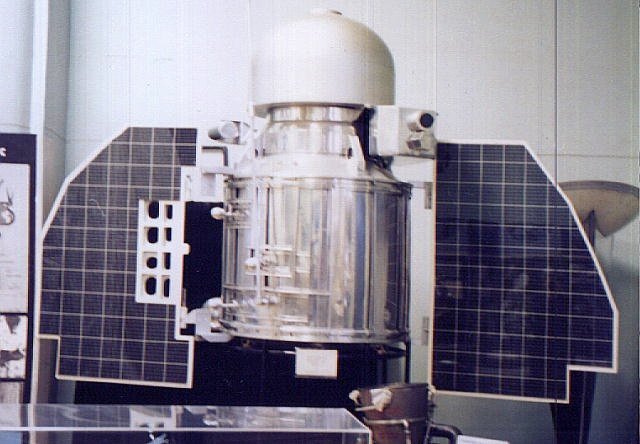
Marsnik 1

### Marte 1960 B ou Korabl 5 ou Marsnik 2
Foi lançada em 14 de outubro de 1960 pela URSS, mas também não atingiu a órbita marciana. É idêntica a sonda Marsnik 1.

## 1962

### Marte 1962 A ou Korabl 11 ou Sputnik 22
Lançada em 24 de outubro de 1962 pela URSS, falhando na saída da órbita terrestre.

### Mars 1 ou Sputnik 23
Lançada em 1 de novembro de 1962, pela URSS sendo a primeira sonda a deixar a Terra, mas falhou durante o voo, perdendo contato com a base em 21 de março de 1963, antes de chegar ao seu destino. Viajou cerca de 106.000 km.

### Marte 1962 B ou Korabl 13 ou Sputnik 24
Lançada em 4 de novembro de 1962 pela URSS, não conseguiu atingir a órbita de Marte.

## 1964

### Mariner 3
Lançada em 5 de novembro de 1964 pelos EUA, apresentou uma falha na abertura dos painéis solares causando mudança na aerodinâmica da sonda, o que impossibilitou sua passagem pela órbita de Marte, permanecendo em órbita solar.

### Mariner 4
Lançada em 28 de novembro de 1964 pelos EUA, foi a primeira sonda a passar pela órbita de Marte, numa distância ao redor de 9900 km do planeta vermelho em 14 de julho de 1965. Fez 22 fotografias de Marte, descobriu as crateras e confirmou a presença de uma atmosfera tênue composta por gás carbônico. Acabou com o mito do século XIX de Marte ter uma civilização avançada. Agora a Mariner 4 está em órbita solar.

### Zond 2
Lançada em 30 de novembro de 1964 pela URSS. Passou a cerca de 1500 km de Marte em 6 de agosto de 1965, mas a comunicação tinha sido interrompida muito antes, em 4 de maio de 1965, e portanto, nenhum dado foi enviado pela sonda.

## 1965

### Zond 3
Lançada em 18 de julho de 1965 pela URSS. Viajou por parte da órbita de Marte, mas não visualizou o planeta.

## 1969

### Mariner 6
Lançada em 24 de fevereiro de 1969 pelos EUA. Chegou a Marte em 31 de julho de 1969 com uma aproximação máxima de 3300 km. Enviou imagens, num total de 75, principalmente da região equatorial. Analisou a atmosfera, superfície e enviou fotos de Fobos. Atualmente está em órbita solar.

### Mariner 7
Lançada em 27 de março de 1969 pelos EUA, chegou a Marte em 5 de agosto de 1969 com uma aproximação mínima de 3518 km. Enviou 126 fotos e fez estudos semelhantes ao da Mariner 6. Provavelmente apresentou uma danificação insignificante provocada por um meteoro poucos dias antes da chegada em Marte.

### Marte 1969 A
Lançada em 27 de março de 1969 pela URSS, apresentou complicações no lançamento que culminaram com a destruição da sonda antes de entrar em órbita. Pedaços caíram nos Montes Altai.

### Marte 1969 B
Lançada em 2 de abril de 1969 pela URSS, apresentou problemas no lançamento e não conseguiu entrar na órbita da Terra.

## 1971

### Mariner 8
Lançada em 8 de maio de 1971 pelos EUA, falhou ao tentar alcançar a órbita da Terra, caindo a 560 km ao norte de Porto Rico, no oceano Atlântico.

### Kosmos 419
Lançada em 10 de maio de 1971 pela URSS, falhou ao sair da órbita da Terra. Um defeito foi detectado e a sonda retornou para a Terra em 12 de maio de 1971.

### Marte 2
Lançada em 19 de maio de 1971 pela URSS. O orbitador (parte da sonda destinada a orbitar o planeta) inseriu-se numa órbita de 1380 x 25000 km em 27 de novembro de 1971. Transmitiu dados até 1972 sobre a atmosfera, superfície, gravidade, magnetosfera e temperatura. O aterrissador (parte da sonda destinada a pousar na superfície do planeta) apresentou falhas durante o pouso, em 27 de novembro de 1971, e foi destruída ao chocar-se com o solo sem retornar nenhum dado. Mesmo assim, tornou-se o primeiro objeto feito pelo homem a tocar a superfície de Marte. O aterrissador carregava um pequeno robô chamado Prop-M, o qual deveria caminhar 15 metros para longe do aterrissador, sobre um par de esquis, parando a cada 1,5 metros para analisar o solo.

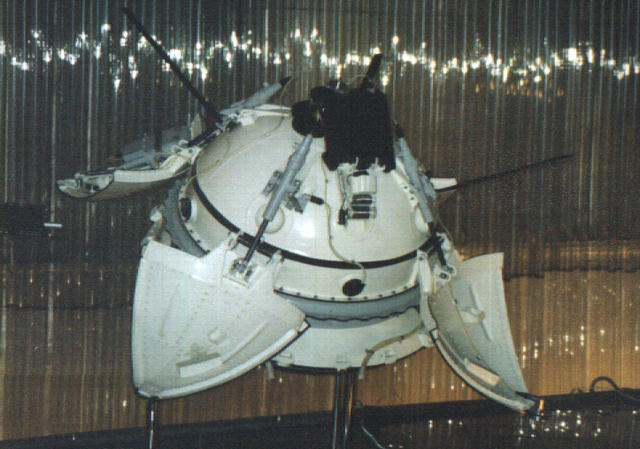
O Prop-M

### Marte 3
Lançada em 28 de maio de 1971 pela URSS. O orbitador inseriu-se numa órbita de 1500 x 200000 km em 2 de dezembro de 1971. Junto com a Marte 2, enviou 60 imagens de Marte. Retornou dados até agosto de 1972 com medidas da temperatura da superfície e composição da atmosfera. O aterrissador fez um pouso suave em 2 de novembro de 1971 na região plana entre Electris e Phaetontis, mas os equipamentos pararam de funcionar 20 segundos após o pouso. É provável que uma tempestade de areia no local do pouso tenha causado a falha dos aparelhos. Também, carregava o Prop M, porém como o aterrissador parou de funcionar após 20 segundos, não houve tempo de liberar o Prop M.

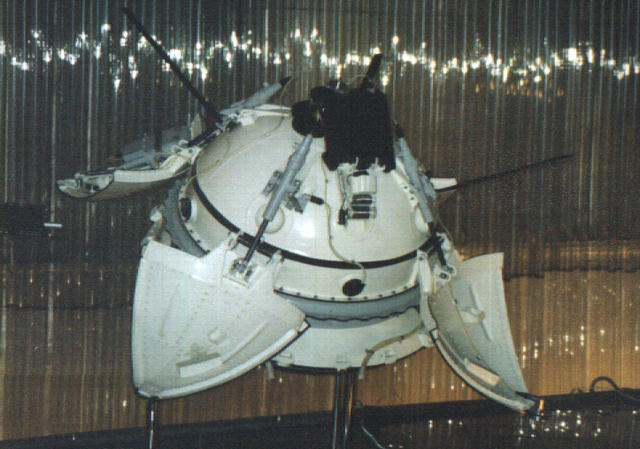
O Prop-M

### Mariner 9
Lançada em 30 de maio de 1971 pelos EUA, entrou numa órbita de 1390 x 17140 km em 14 de novembro de 1971 e tornou-se o primeiro objeto dos EUA a orbitar um corpo celeste que não fosse a Lua. Enviou 7329 fotos que permitiram a elaboração do primeiro mapa global de Marte. No momento em que a sonda chegou a Marte, estava acontecendo uma tempestade de areia e, aproveitando a ocasião, foram coletados dados sobre este evento. Descobriu canais, vulcões e outras estruturas; aliás, os Valles Marineris (Vale da Mariner) têm esse nome em homenagem a Mariner 9, que os descobriu. Tirou fotos detalhadas de Deimos e Fobos. 

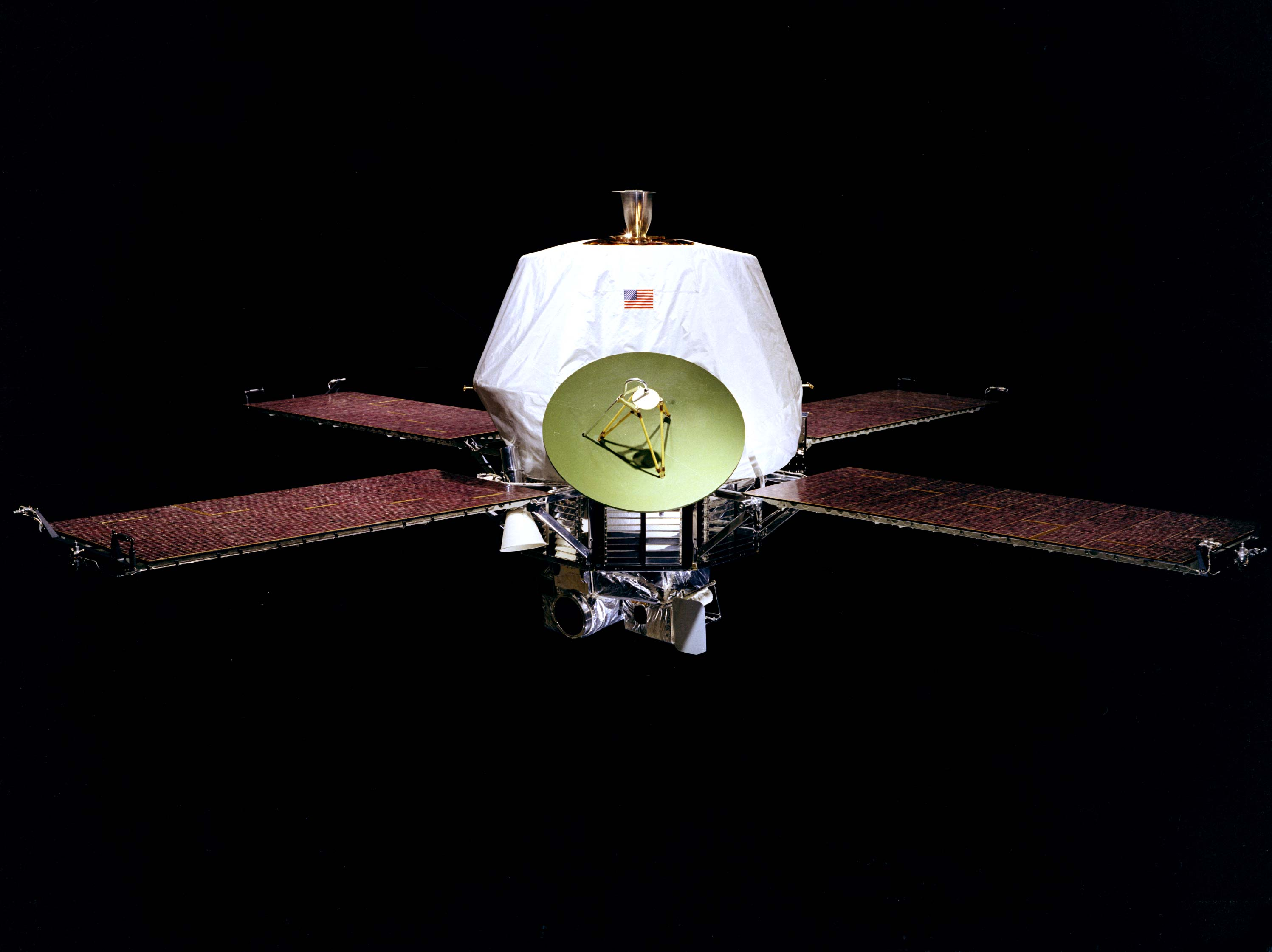
Mariner 9

## 1973

### Marte 4
Lançada em 21 de julho de 1973 pela URSS, tinha por finalidade entrar na órbita de Marte. Chegou ao seu destino em 10 de fevereiro de 1974 mas um mal funcionamento dos sistemas de propulsão fizeram com que a sonda falhasse na inserção da órbita. Passou a 2200 km da superfície marciana e retornou algumas fotos e dados.

### Marte 5
Lançada em 25 de julho de 1973 pela URSS, alcançou a órbita de Marte em 12 de fevereiro de 1974, coletou imagens e dados para as missões Mars 6 e 7, mas após 10 dias os equipamentos pararam de funcionar.

### Marte 6
Lançada em 5 de agosto de 1973 pela URSS, chegou a Marte em 12 de março de 1974, inserindo-se com sucesso na órbita marciana. Lançou a sonda aterrissadora que, devido as falhas, foi destruída ao chocar-se contra superfície de Marte. Entretanto, durante sua descida, conseguiu coletar dados sobre a atmosfera.

### Marte 7
Lançada em 9 de agosto de 1973 pela URSS, falhou ao tentar ingressar na órbita de Marte, passando a 1280 km do planeta em 9 de março de 1974. Atualmente está em órbita solar.

## 1975

### Viking 1
Lançada em 20 de agosto de 1975 pelos EUA. Consistia em uma missão orbitadora e aterrissadora, conseguindo inserir-se na órbita de Marte em 19 de junho de 1976. A sonda aterrissadora pousou suavemente no solo marciano, mais especificamente na Chryse Planitia (lat 22,4° N, long 48,8° O), em 20 de julho de 1976. O aterrissador realizou experimentos biológicos na tentativa de encontrar microrganismos em Marte, mas os resultados foram negativos, embora controversos e, por isso, ainda são debatidos. Também fez imagens da superfície e monitorou o clima. A sonda orbitadora passou perto de Fobos e mapeou o planeta através de mais de 52000 imagens. O orbitador Viking 1 foi desativado em 7 de agosto de 1980 e o aterrissador foi acidentalmente desativado em 13 de novembro de 1982 e nunca mais conseguiu ser reativada.

### Viking 2
Lançada em 9 de setembro de 1975 pelos EUA. Consistia em um orbitador e um aterrissador. Alcançou a órbita de Marte em 7 de agosto de 1976 e a missão aterrissadora pousou com sucesso na Utopia Planitia (lat 48,0° N, long 225,6° O) em 3 de setembro de 1976. Realizou as mesmas experiências que a Viking 1 e passou perto de Deimos. Seus experimentos biológicos foram inconclusivos. O orbitador Viking 2 foi desativado em 25 de julho de 1978 e o aterrissador 2 passou a usar o orbitador Viking 1 para transmitir seus dados. Não retornou mais dados desde a desativação do orbitador Viking 1, em 7 de agosto de 1980.
Ambas as missões Vikings foram bastante competentes na qualidade e quantidade de dados coletados. As missões orbitadoras coletaram mais de 52000 imagens e cartografaram 97% da superfície a partir da órbita de Marte, em ângulos deferentes, o que permitiu melhor detalhamento da topografia. Os aterrissadores retornaram 4500 imagens e dados da superfície, clima, atmosfera, mudanças sazonais, alem de realizarem experimentos biológicos com o solo marciano.

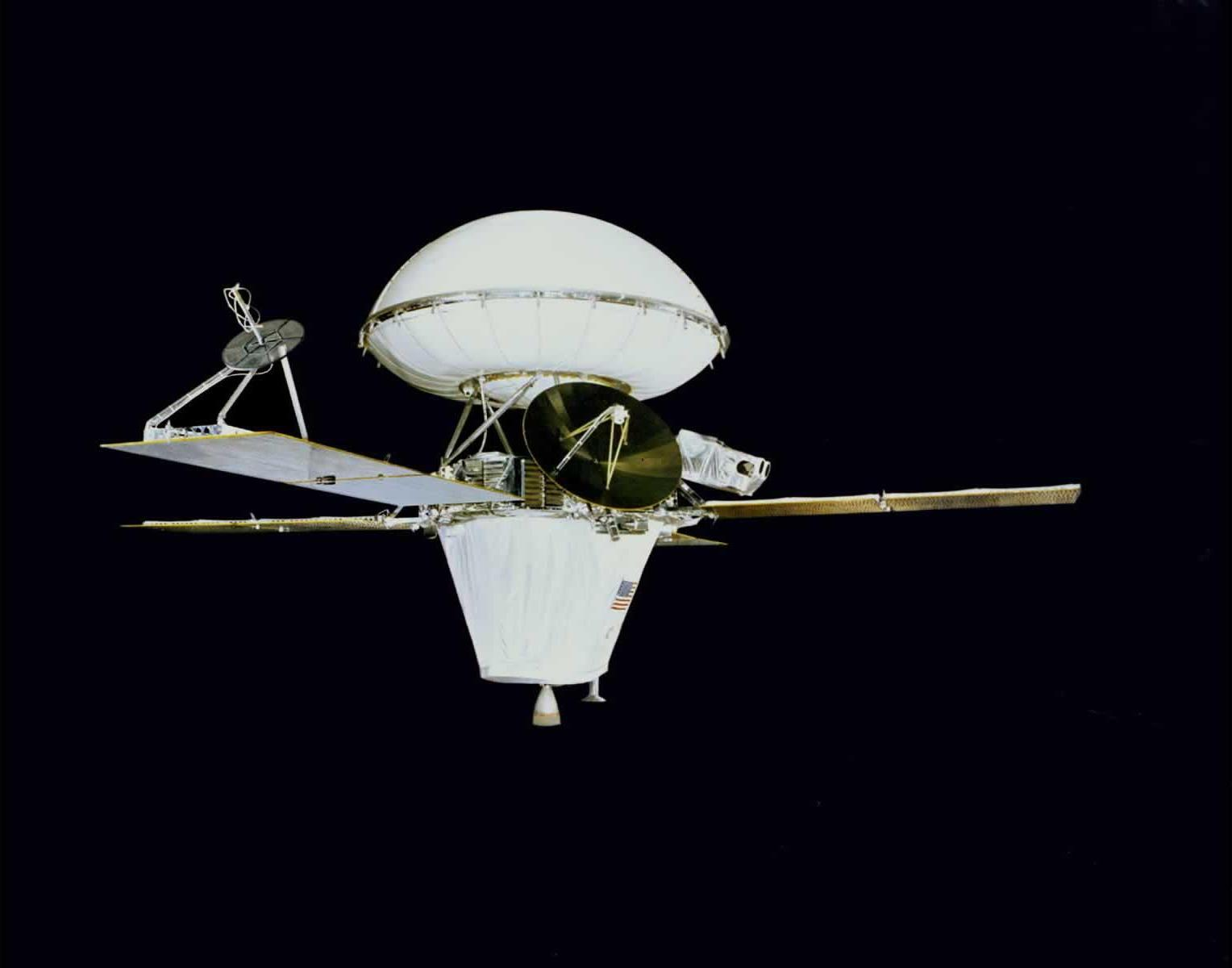
Espaçonave Viking

## 1988

### Phobos 1
Lançada em 5 de julho de 1988 pela URSS, tinha a função de investigar a lua marciana Fobos. Perdeu contato com a Terra em 2 de setembro de 1988 devido a erros na execução da sequência de comandos.

### Phobos 2
Lançada em 12 de julho de 1988 pela URSS, chegou a Marte em 31 de janeiro de 1989 e entrou com sucesso na órbita marciana. Chegou a uma distancia de 800 km de Fobos, mas sofreu perda súbita de energia, causando o encerramento da missão. A sonda aterrissadora nunca chegou a pousar em Fobos.

## 1992

### Mars Observer
Lançada em 25 de setembro de 1992 pelos EUA, tinha o objetivo de orbitar Marte e enviar imagens de alta resolução. No entanto, em 21 de agosto de 1993, perdeu contato com a base, um pouco antes de entrar na órbita de Marte.

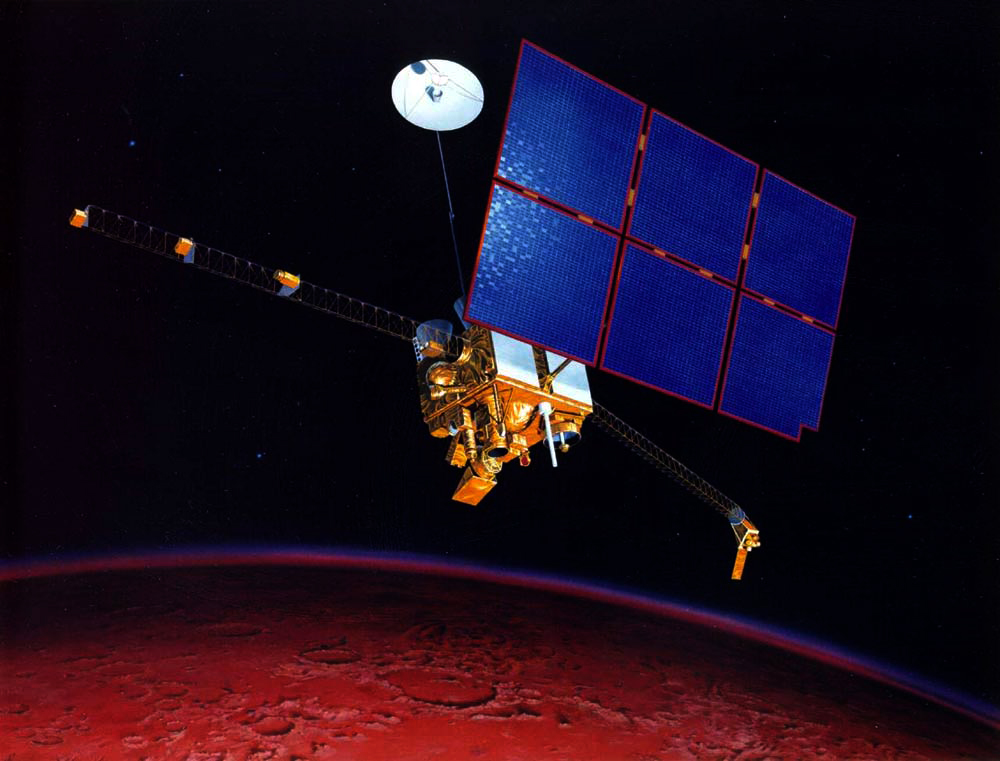
Mars Observer

## 1996
Mars Surveyor Program: após o fracasso da missão Mars Observer, a NASA elaborou um novo programa para explorar Marte: O Mars Surveyor Program. Consistia no envio de sondas espaciais a cada 26 meses, durante as oposições de Marte. As sondas eram as seguintes Mars Global Surveyor, Mars Pathfinder, Mars 98 (Mars Climate Orbiter e Mars Polar Lander), Mars 2001, Mars 2003 e Mars 2005. Como veremos adiante, o fracasso das missões Mars 98 fez a NASA rever seus planos e encerrar o programa Mars Surveyor.

### Mars Global Surveyor
Lançada em 7 de novembro de 1996 pelos EUA, inseriu-se na órbita de Marte em 11 de julho de 1997. Foi designada a orbitar Marte por um período de 2 anos, a fim de coletar dados sobre a superfície, topografia, dinâmica atmosférica, gravidade, campo magnético e composição do planeta. Esses dados seriam usados para orientar missões futuras. Com o fracasso das sondas Mars 98, o prazo da missão Mars Global Surveyor, que era 2 anos, foi prorrogado até 2006.

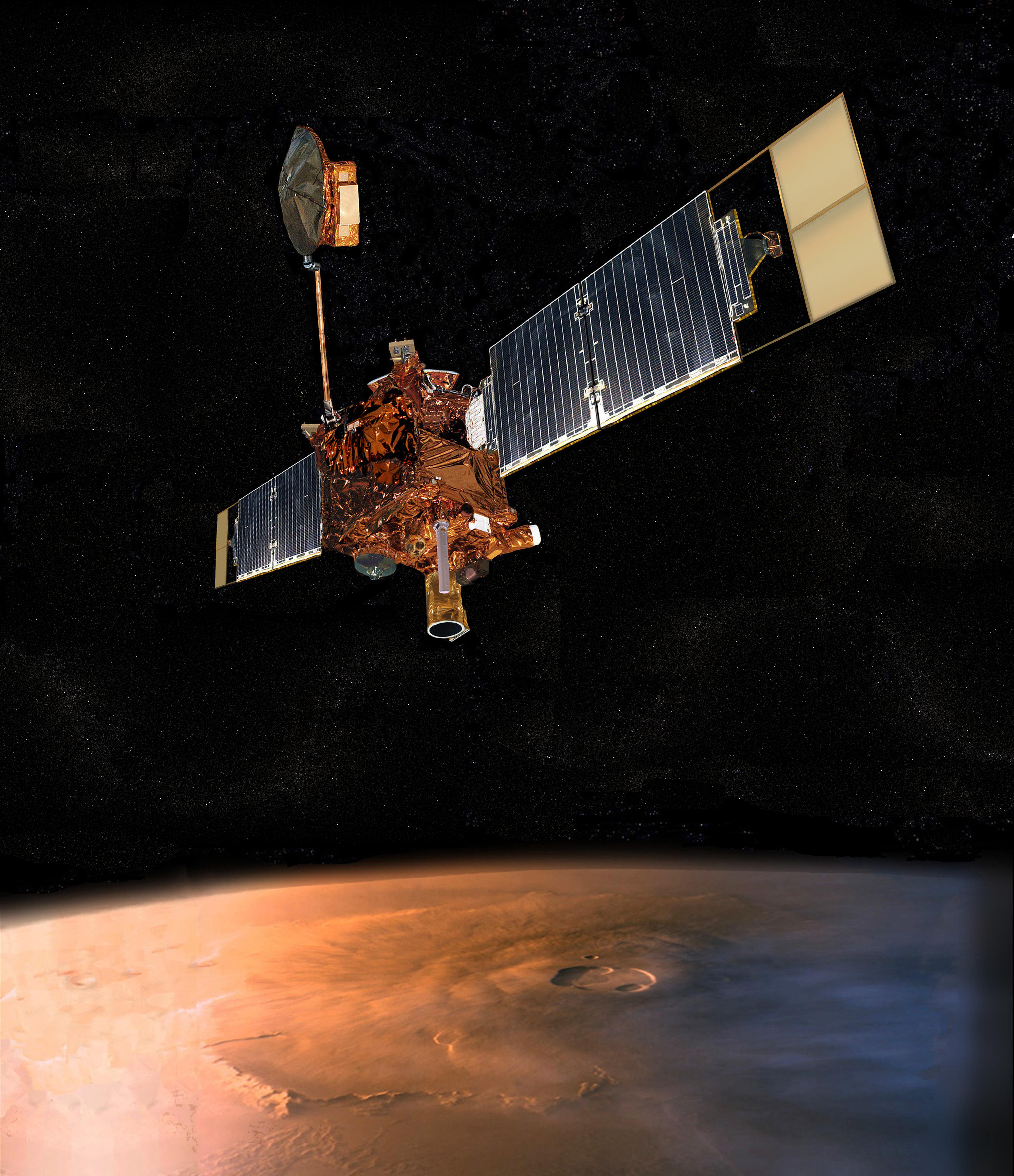
Mars Global Surveyor

### Mars 96
Lançada em 19 de novembro de 1996 pela Rússia. O foguete que carregava a sonda levantou voo com sucesso, mas ao entrar em órbita houve uma falha, enviando a sonda para uma queda no Oceano Pacífico, entre a costa do Chile e a Ilha de Páscoa. Afundou com 27 gramas de plutônio radioativo, usado como fonte de energia.

### Mars Pathfinder
Lançada em 4 de dezembro de 1996 pelos EUA. Consistia numa missão aterrissadora, ou seja, destinada a pousar em Marte. A novidade era a presença de veículos pequenos chamados Sojourner, os quais caminhariam pela superfície marciana para analisar o solo ao redor da sonda aterrissadora. Lembramos que as missões chamadas orbitadoras são designadas a ficar orbitando o planeta, enquanto que as missões chamadas aterrissadoras são designadas a pousar na superfície do planeta. A Mars Pathfinder, além de ser uma missão aterrissadora, também era uma missão rover, ou seja, envia veículos a superfície do planeta. Os rovers Sojourner pesavam cerca de 10 kg, tinham 62 cm de comprimento, 47 cm de largura e 32 cm de altura. A Mars Pathfinder pousou  em Marte no dia 4 de julho de 1997 na região de Ares Vallis (lat 19,33° N, long 33,55° L), sendo então renomeada de Carl Sagan Memorial. No dia 6 de julho de 1997 os veículos Sojourner de 6 rodas, caminharam pela superfície. A Mars Pathfinder retornou 16000 imagens do aterrissador e 550 dos rovers, bem como realizou 15 analises químicas das rochas marcianas e estudou o clima. A última transmissão foi em 27 de setembro de 1997, após 83 dias de missão, atingindo 100% de seus objetivos.  

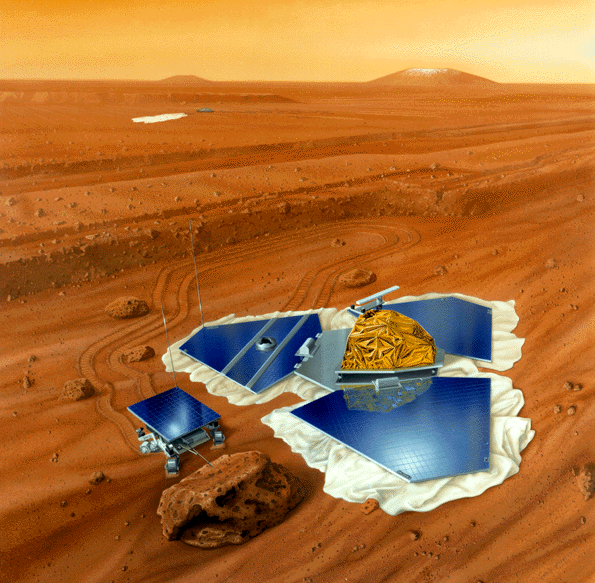
Mars Pathfinder
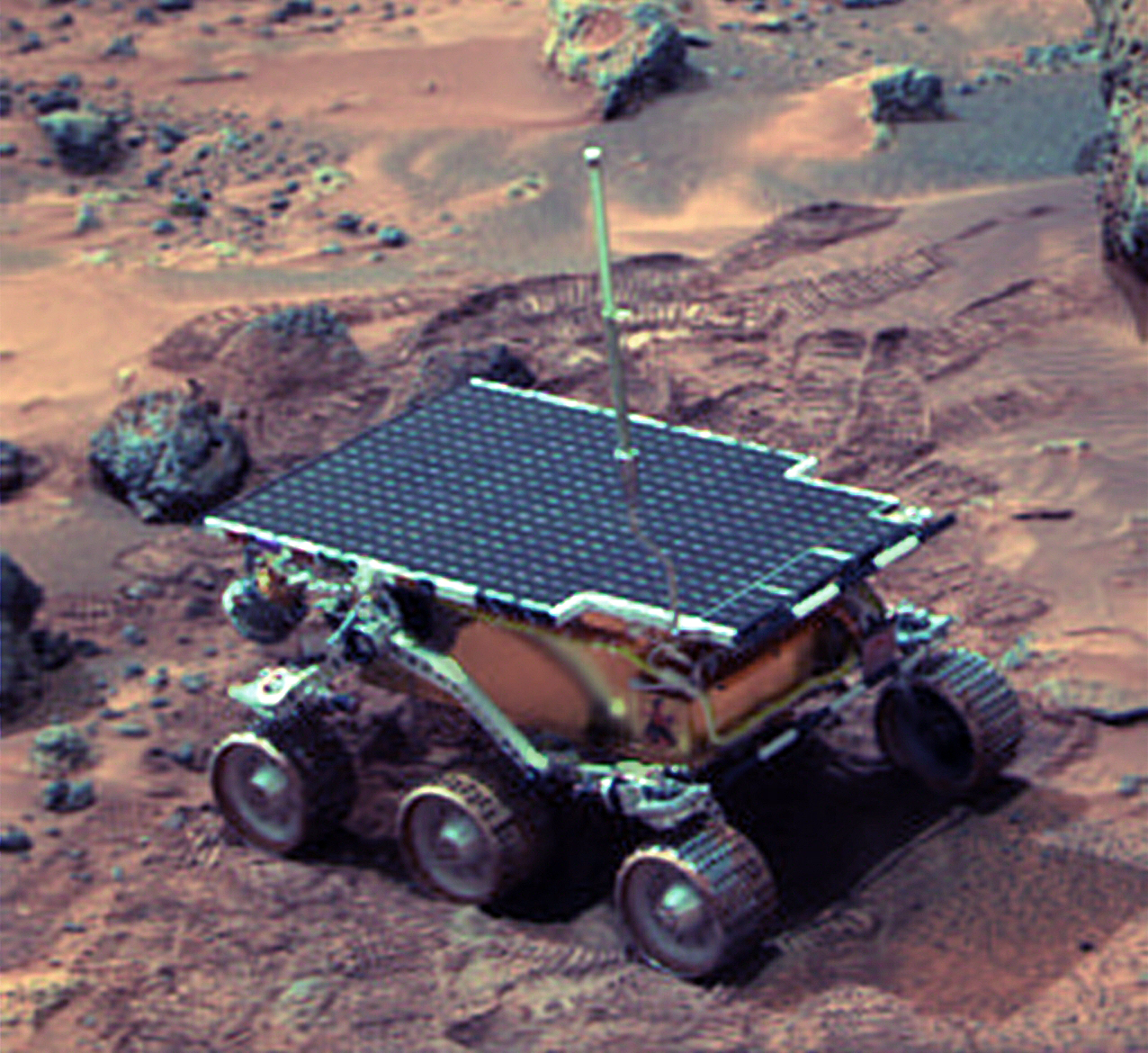
Rover Sojourner em Marte

## 1998

### Planet B ou Nozomi
Lançada em 4 de julho de 1998 pelo Japão, deveria chegar a Marte em 1999, mas problemas em adquirir aceleração gravitacional atrasaram a chegada da sonda, a qual estava prevista para dezembro de 2003 ou janeiro de 2004. Uma erupção solar danificou o sistema de comunicação impedindo a realização de manobras de inserção na órbita marciana. A missão foi abandonada em 9 de dezembro de 2003. Tinha o objetivo de estudar a atmosfera superior de Marte e sua interação com o vento solar. Em japonês, nozomi significa esperança.

### Mars Climate Orbiter
Lançada em 11 de dezembro de 1998 pelos EUA, era a missão orbitadora da Mars 98, consistindo no envio de duas sondas em épocas distintas, um orbitador (Mars Climate Orbiter) e um aterrissador (Mars Polar Lander), as quais deveriam estudar o clima e a taxa de água e CO2 em Marte. A Mars Climate Orbiter perdeu contato em 23 de setembro de 1999 quando, devido a erros de navegação, passou muito perto da superfície, sofrendo superaquecimento e destruição na atmosfera. 

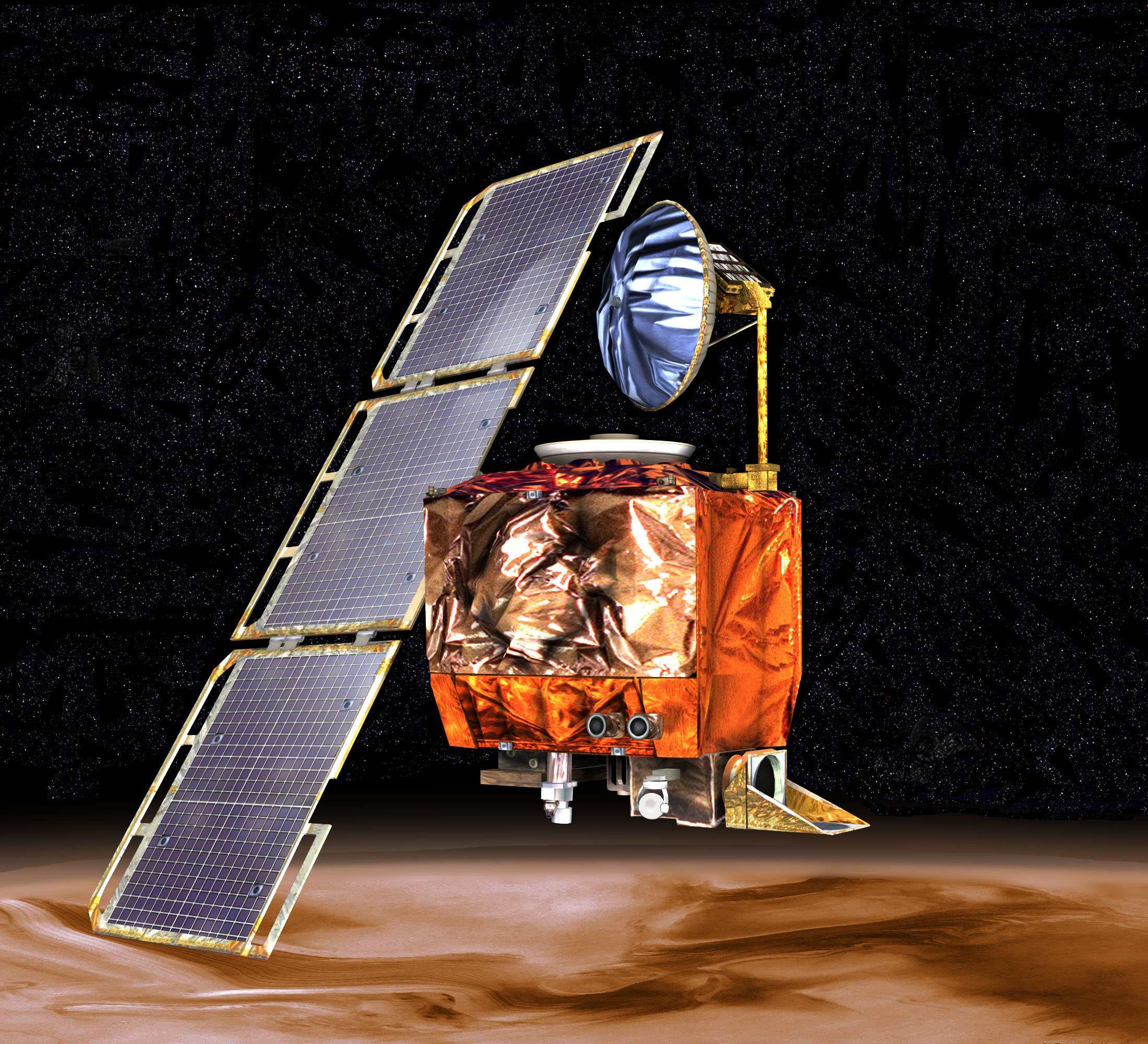
Mars Climate Orbiter
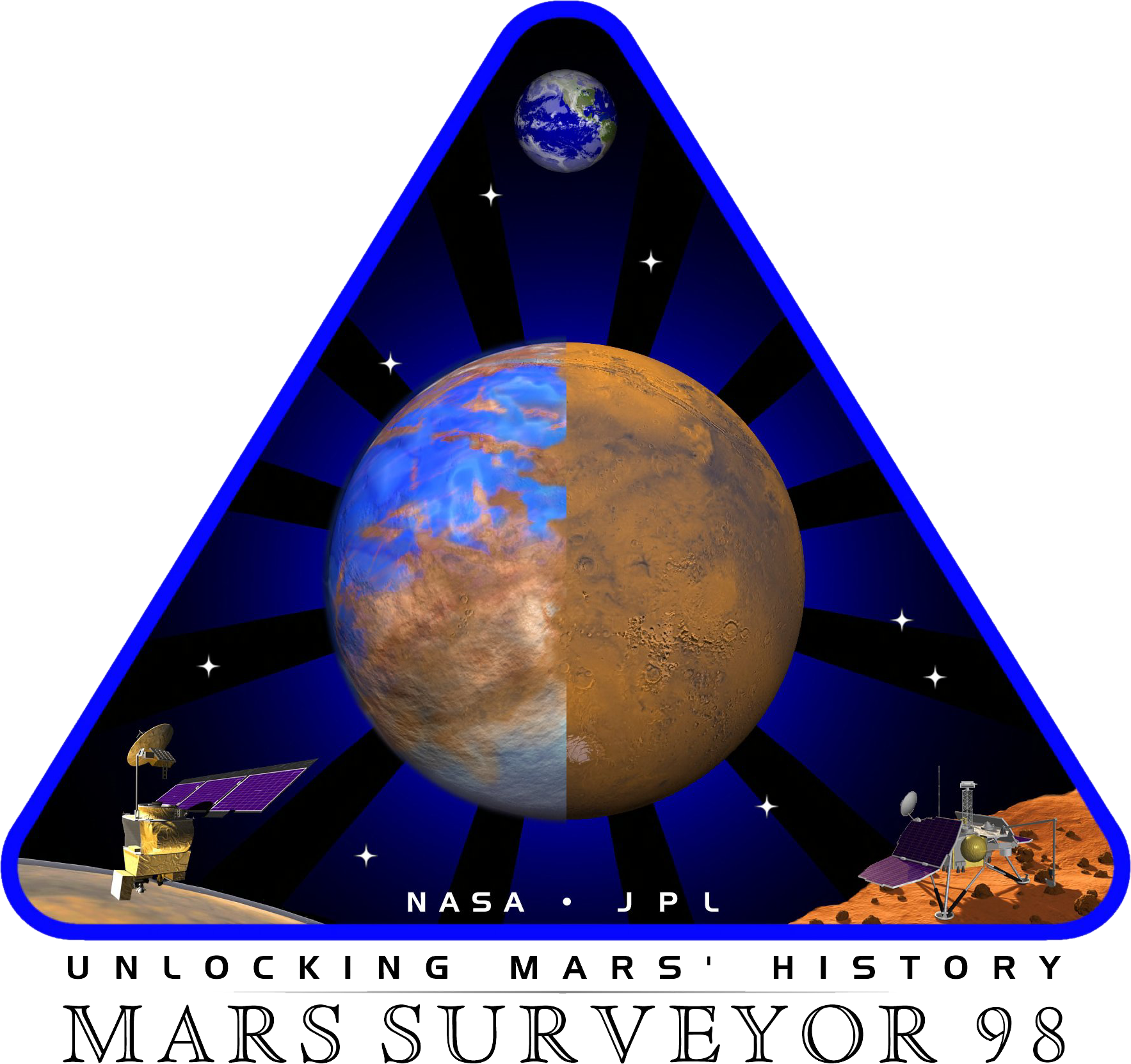
Logotipo da missão

## 1999

### Mars Polar Lander
Lançada em 3 de janeiro de 1999 pelos EUA. Deveria pousar no polo sul de Marte e estudar o solo e clima. A sonda chegou a Marte sem problemas, mas ao atingir a superfície perdeu contato com a base. A razão disso não é conhecida, mas muito provavelmente foi destruída com o impacto no solo. 

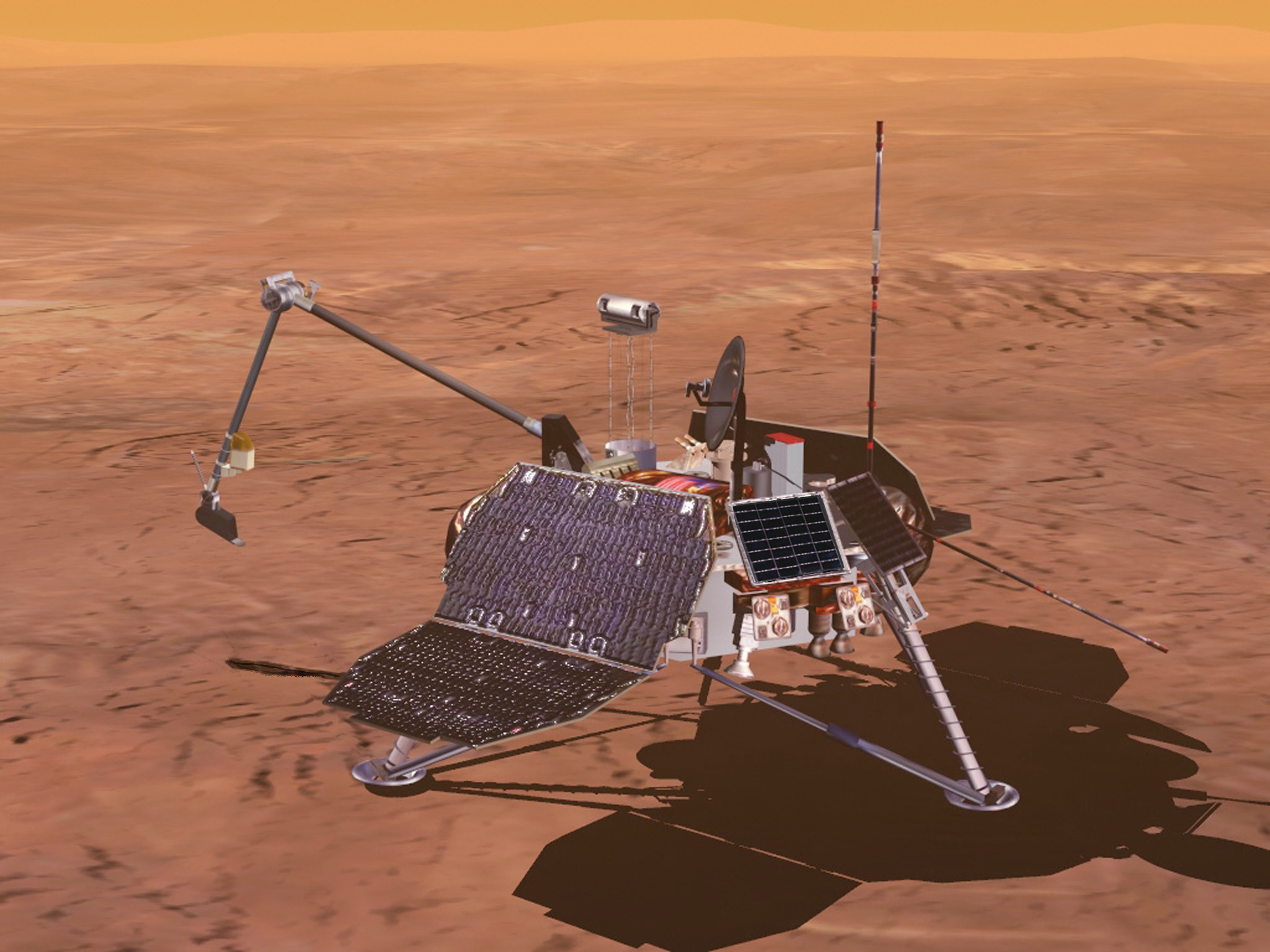
Mars Polar Lander
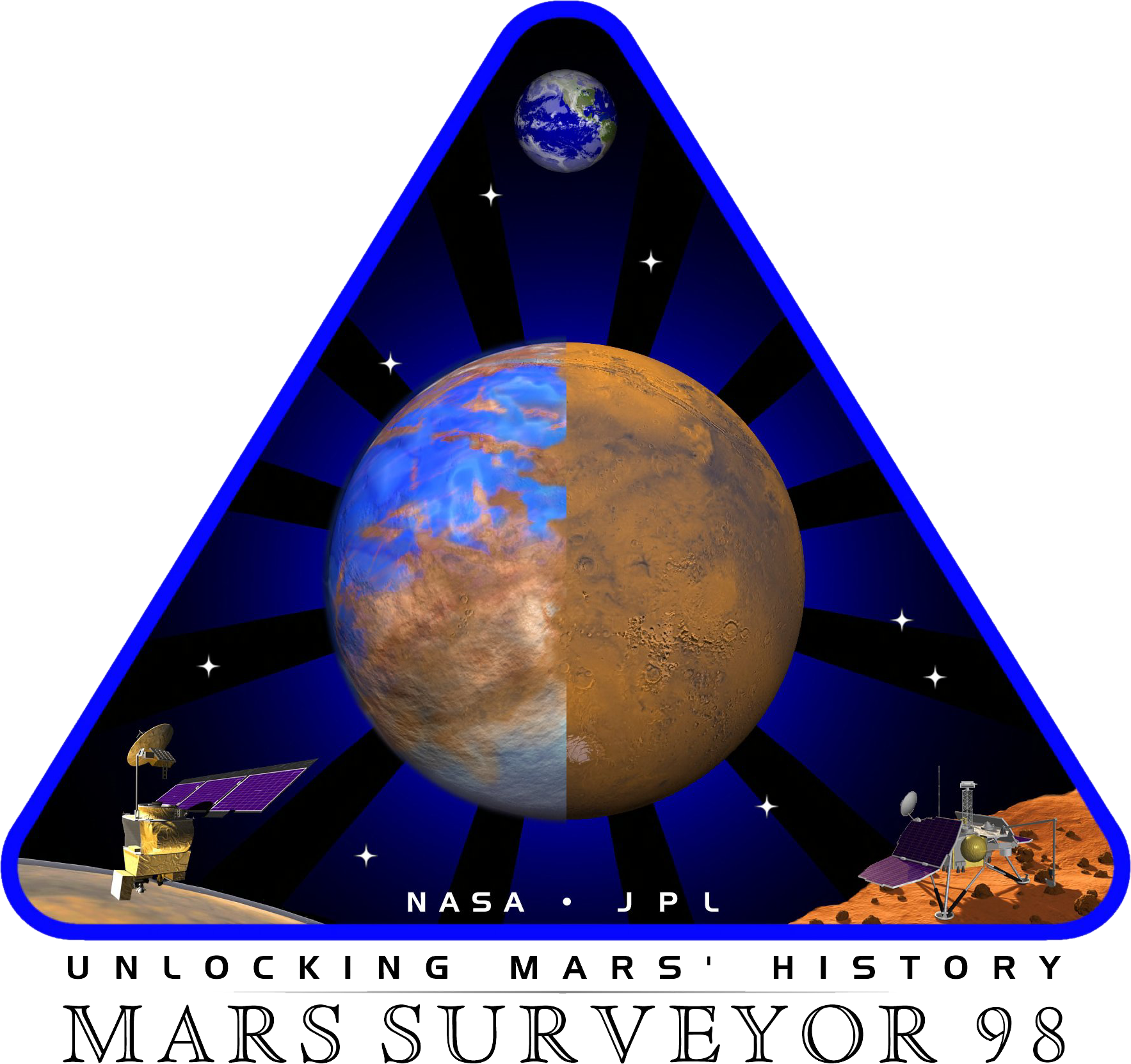
Logotipo da missão

### Deep Space 2
Lançada em 3 de janeiro de 1999 pelos EUA, acoplada a sonda Mars Polar Lander. Consistia em dois perfuradores de solo que deveriam investigar a existência de água abaixo da superfície. Provavelmente foi destruída junto com a Mars Polar Lander.  

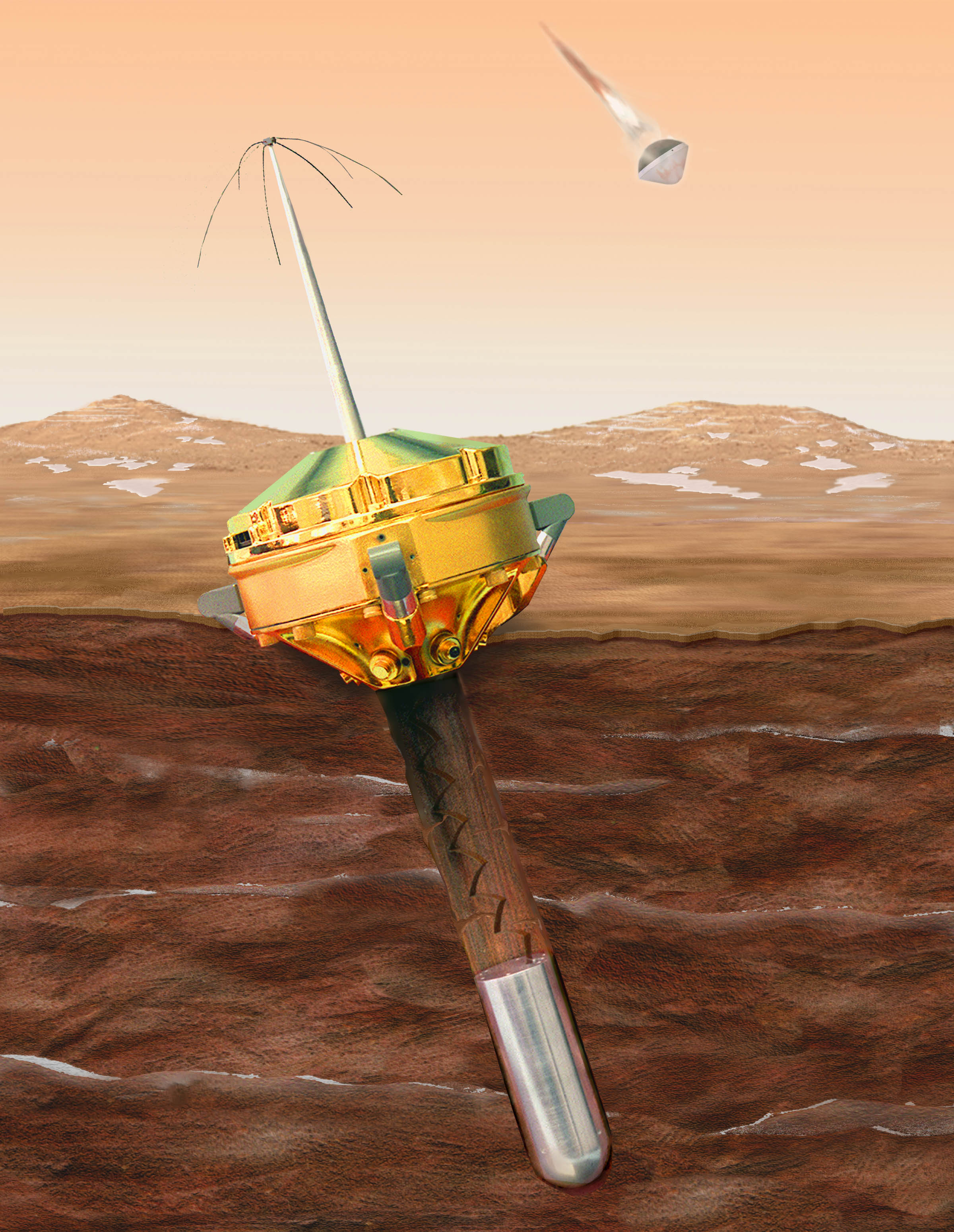
Deep Space 2
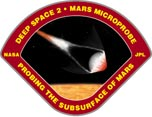
Logotipo da missão

O fracasso das missões Mars Climate Orbiter e Mars Polar Lander fez a NASA suspender o Mars Surveyor Program, cancelando as missões Mars 2001, Mars 2003 e Mars 2005. O objetivo do cancelamento era revisar dados e informações com o intuito de traçar uma nova estratégia na exploração de Marte.

## 2000
Após revisar informações anteriores, a NASA anuncia um novo programa para a exploração de Marte. Este incluía o envio da missão 2001 Mars Odyssey, além de outras missões que a serem lançadas nos próximos anos. Planejava-se enviar 2 rovers a Marte em 2003, um poderoso orbitador em 2005 e um laboratório cientifico móvel em 2007, além da primeira das várias pequenas missões Scout (consistindo em pequenos aterrissadores, balões e planadores para estudar a atmosfera inferior de Marte). Também estava prevista para 2011 a missão Simple Return, com objetivo de colher amostras do solo e rochas marcianas e trazê-las aqui para a Terra.

## 2001

### 2001 Mars Odyssey
Lançada em 7 de abril de 2001 pelos EUA, chegou ao seu destino em 24 de outubro de 2001. Seu objetivo era orbitar Marte por pelo menos três anos para coletar dados sobre quais elementos químicos e minerais predominam na superfície do planeta. Com um dos objetivo sendo obter informações sobre o risco potencial de radiação para futura exploração humana. Também estuda o clima e é um possível meio de comunicação com sondas aterrissadoras. Atualmente, a sonda possui propelente suficiente para manter sua órbita até 2025.

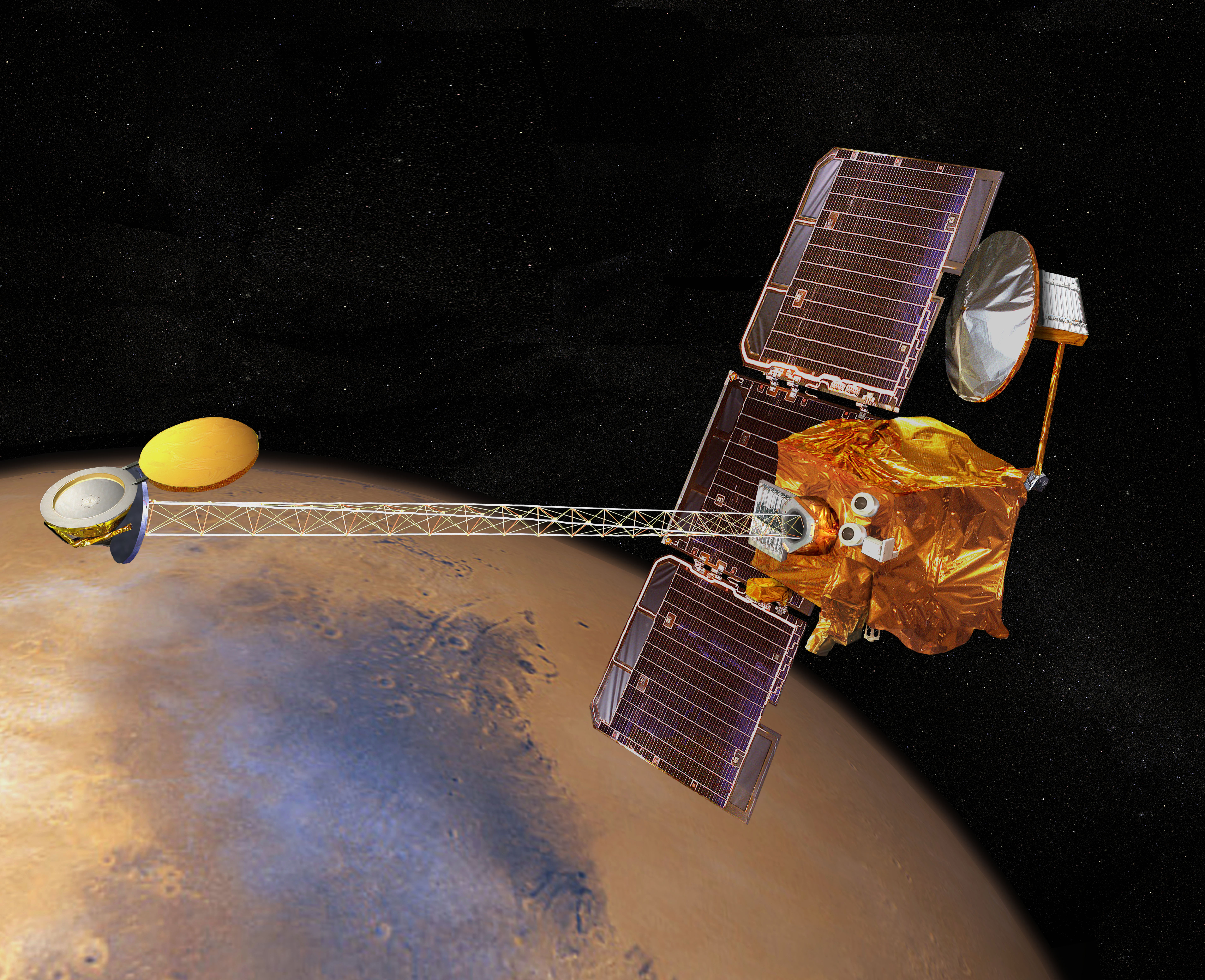
2001 Mars Odyssey
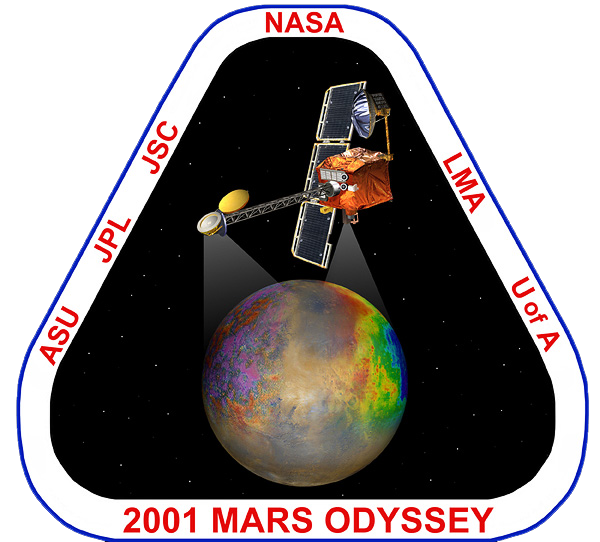
Logotipo da missão

## 2003

### Mars Express
Lançamento em 2 de junho de 2003 pela Agência Espacial Europeia. Inseriu-se na órbita de Marte em 25 de dezembro de 2003. Os objetivos da missão são: enviar imagens de alta resolução para estudo da topografia e morfologia da superfície, elaborar um mapa mineralógico, estudar a composição da atmosfera e servir como meio de comunicação para os aterrisadores de 2003 a 2007. Também carregou consigo a sonda Beagle 2, sendo responsável por envia-la a superfície de Marte e servir como meio de comunicação entre a Beagle 2 e a Terra. 

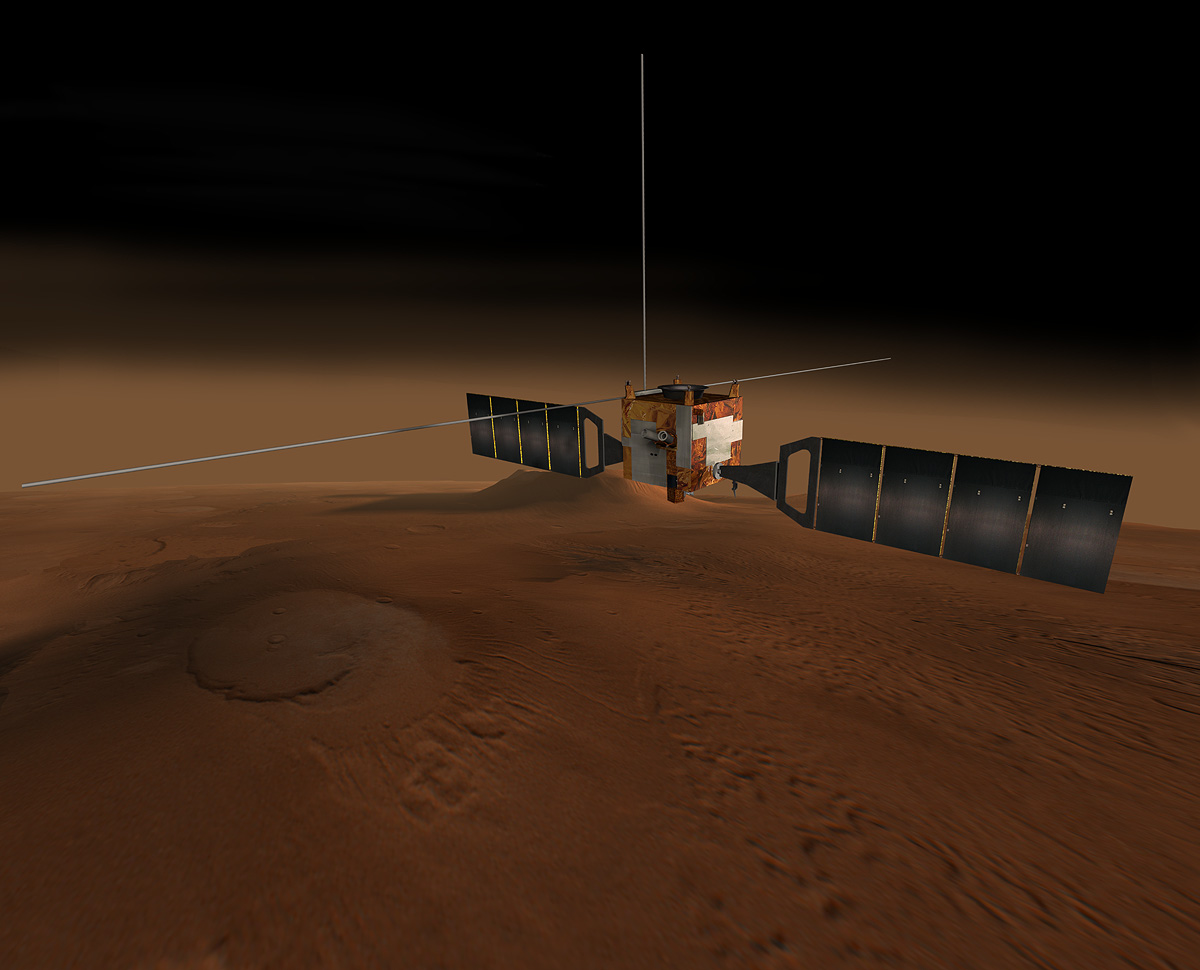
Mars Express

### Beagle 2
Missão britânica acoplada a sonda Mars Express. As duas sondas foram lançadas juntas em 2 de junho de 2003 e ao chegarem em Marte, no dia 25 de dezembro de 2003, a Mars Express enviou a Beagle 2 em direção a superfície marciana. O local escolhido para o pouso foi a Insidis Planitia. No entanto a comunicação foi perdida neste dia e nenhum dado foi enviado para a Terra.

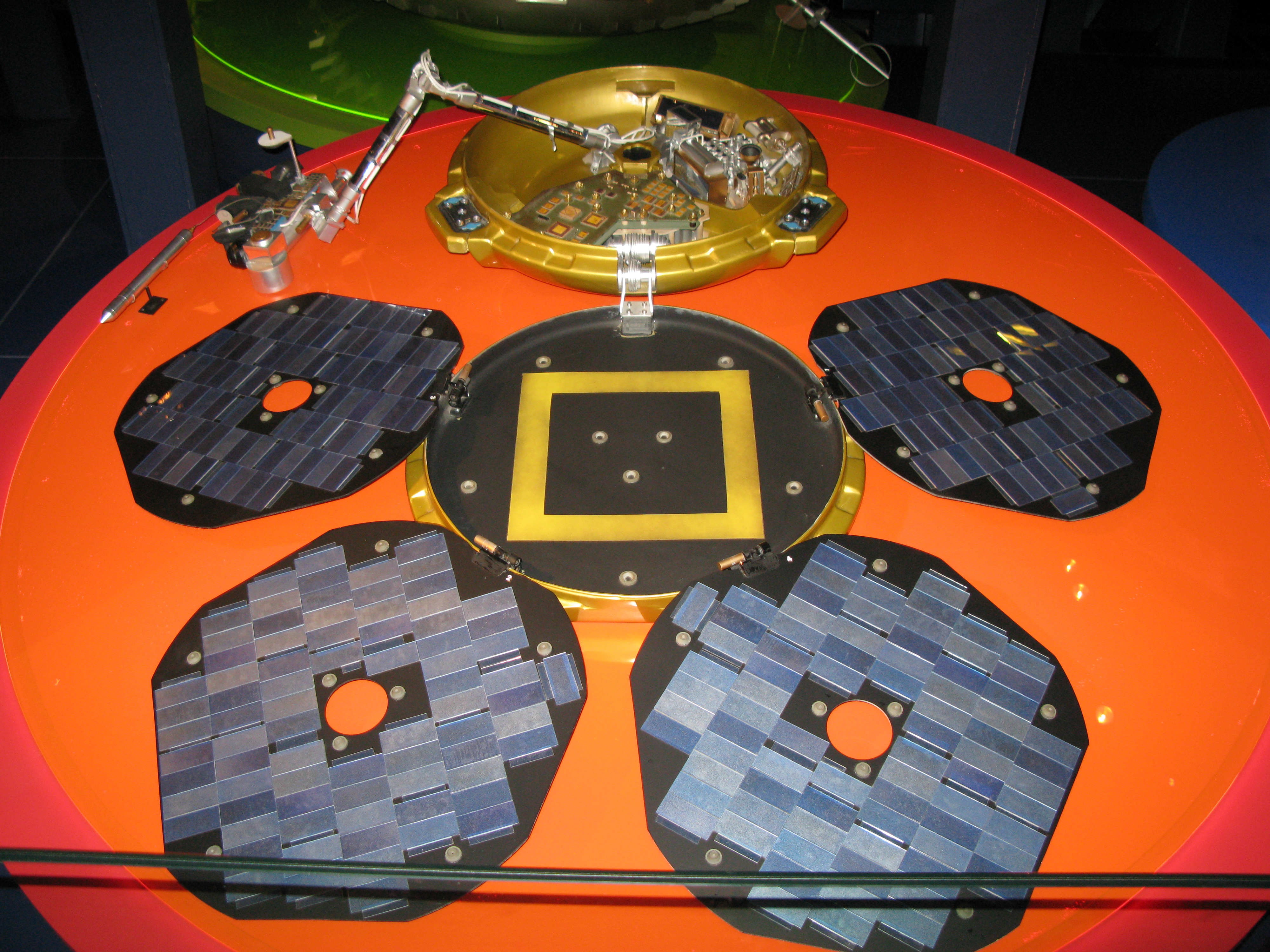
Beagle 2

### Mars Exploration Rover A
Missão da NASA, também chamada Spirit, foi lançada em 10 de junho de 2003 pelos EUA. A missão Mars Exploration Rovers consiste no envio de dois poderosos veículos (rovers) em épocas diferentes; missões A e B, posando em lugares distintos de Marte. Os rovers são idênticos, pesando cerca de 180 kg cada um e podendo percorrer cerca de 100 metros durante um dia marciano. Carregam instrumentos sofisticados para análise do clima, rochas e solo. Os objetivos da missão são: realizar estudo mineralógico, estudar a história do clima e da água de Marte, onde condições podem ter sido favoráveis ao desenvolvimento de vida. A Mars Exploration Rovers A chegou ao seu destino em 4 de janeiro de 2004 na Gusev Crater. O último contato entre o rover e a Terra foi em 22 de março de 2010 e a missão foi considerada encerrada em 25 de maio de 2011. O veículo Spirit percorreu 7.730,50 metros no solo marciano.

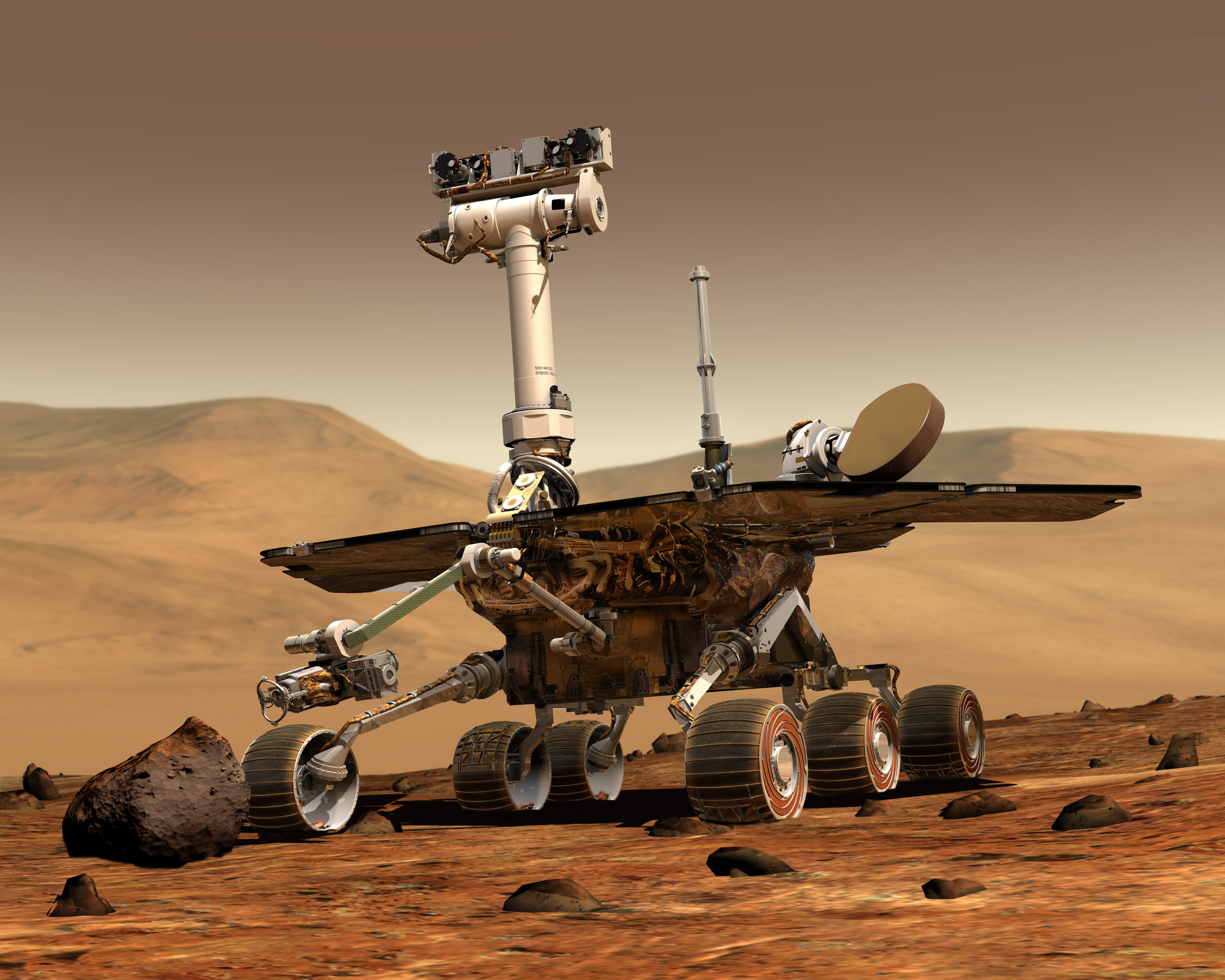
Mars Exploration Rover

### Mars Exploration Rovers B
Missão da NASA, também chamada Opportunity, foi lançado em 7 de julho de 2003 pelos EUA. Tem os mesmos objetivos da missão A, só que em outra região, no Meridiani Planum. Chegou a Marte em 24 de janeiro de 2004. A missão percorreu mais de 45 quilômetros no solo marciano. A sonda continuou em movimento, coletando informações científicas e as enviando à Terra até 2018 e foi considerada encerrada devido à falta de comunicação com o veículo.

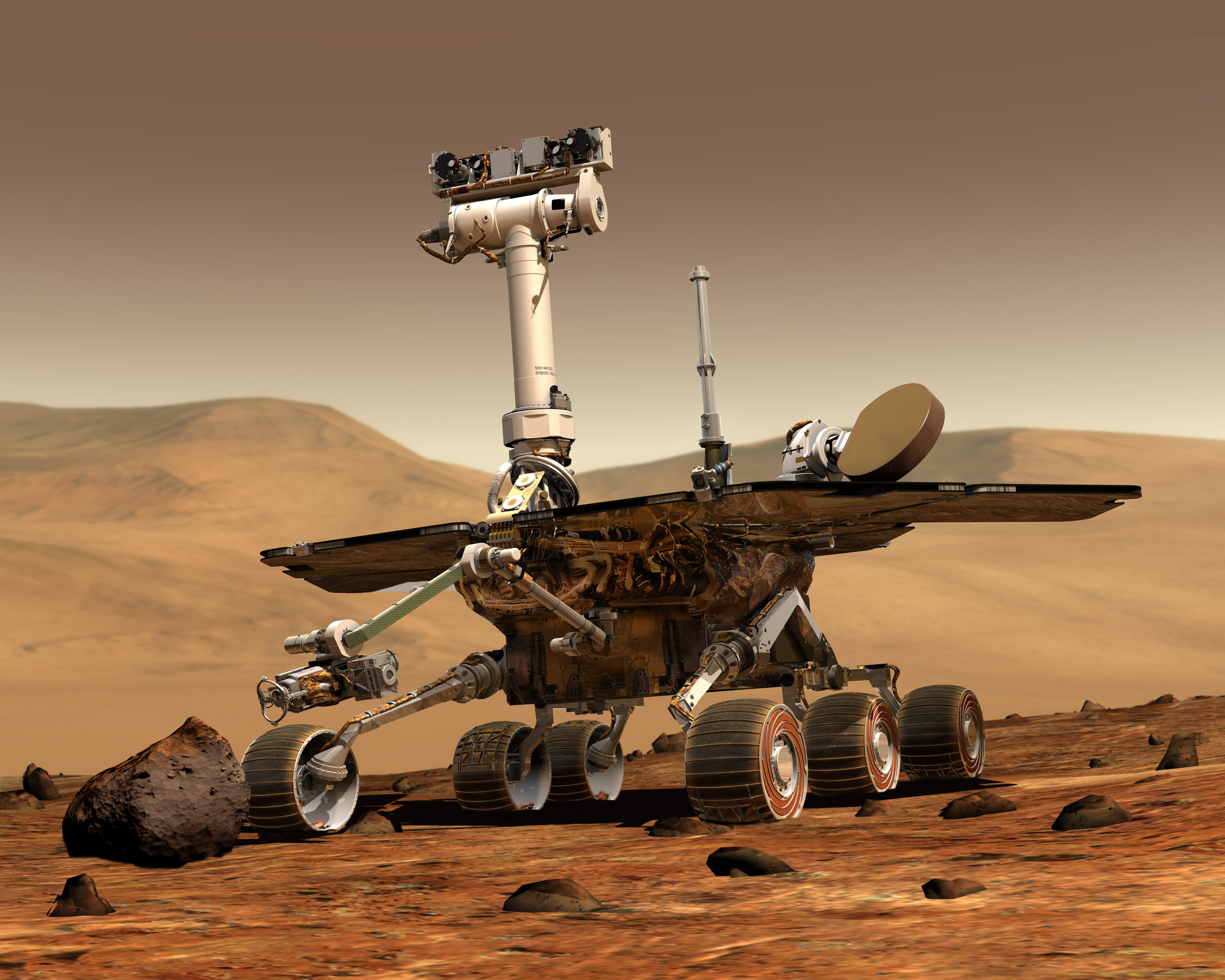
Mars Exploration Rover

## 2005

### Mars Reconnaissance Orbiter(MRO)
Missão da NASA lançada no dia 12 de agosto de 2005, chegando ao seu destino em 10 de março de 2006. Tem como objetivo procurar evidências de que a água existiu na superfície de Marte durante um período longo de tempo. Depois de uma viagem de sete meses e seis meses de manobras para alcançar a melhor posição na órbita marciana, a MRO iniciou a busca de pistas sobre a história da água em Marte com seus instrumentos científicos. Eles são capazes de fazer um extremo close-up da superfície, analisarão minerais, estudarão a água subterrânea, investigarão como a poeira e partículas de água estão distribuídas na atmosfera e monitorizarão o clima diariamente. A missão ainda está em atividade.

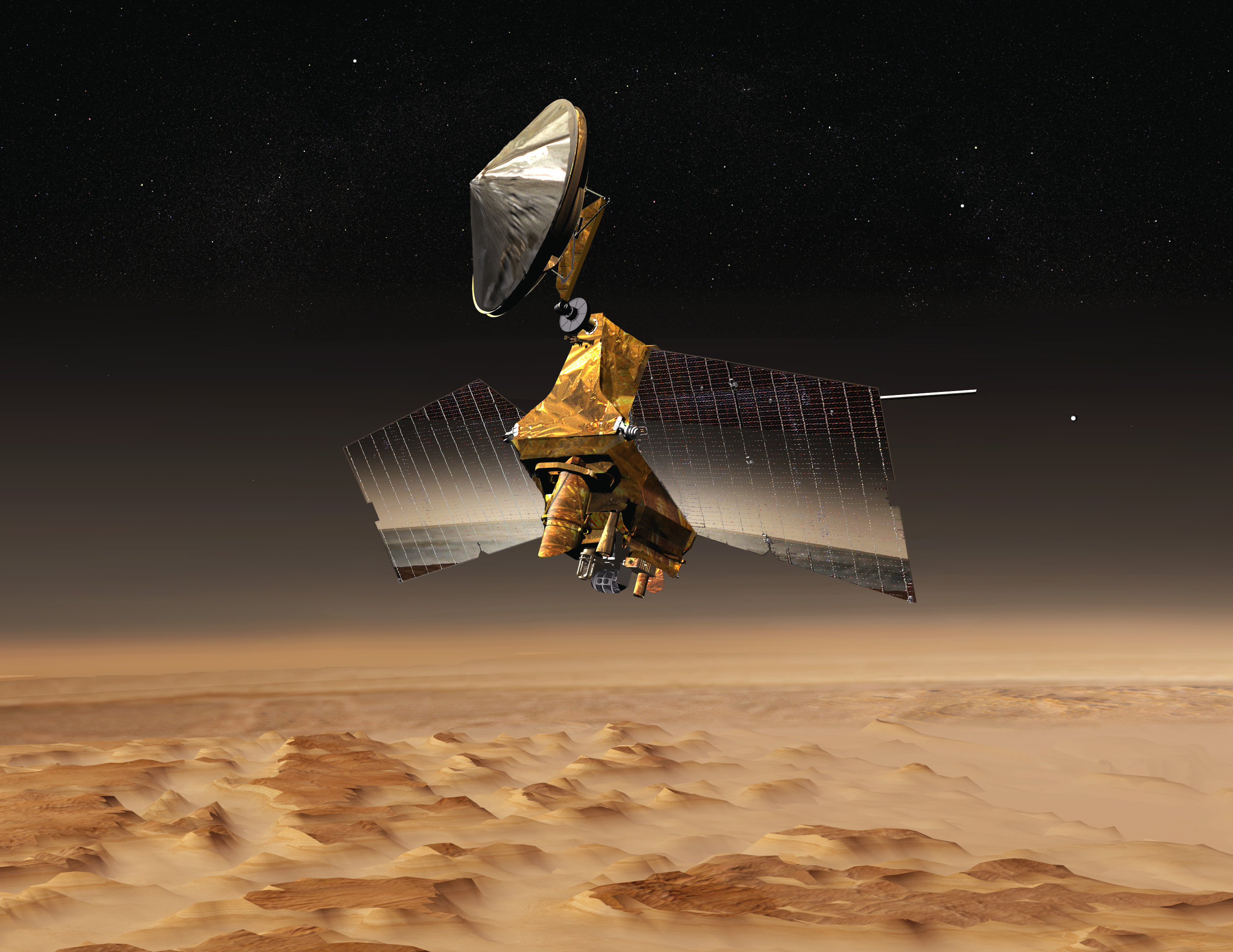
Mars Reconnaissance Orbiter
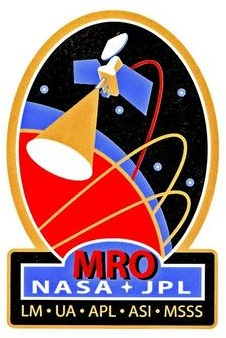
Logotipo da missão

## 2007

### Phoenix
Missão da NASA lançada do Cabo Canaveral em 4 de agosto de 2007, com o objetivo de pesquisar por moléculas de água na região do polo norte do planeta Marte. A sonda pousou em Marte em 25 de maio de 2008 e operou até 2 de novembro de 2008, data da última comunicação com a Terra. A NASA anunciou o fim da missão em 10 de novembro de 2008. 

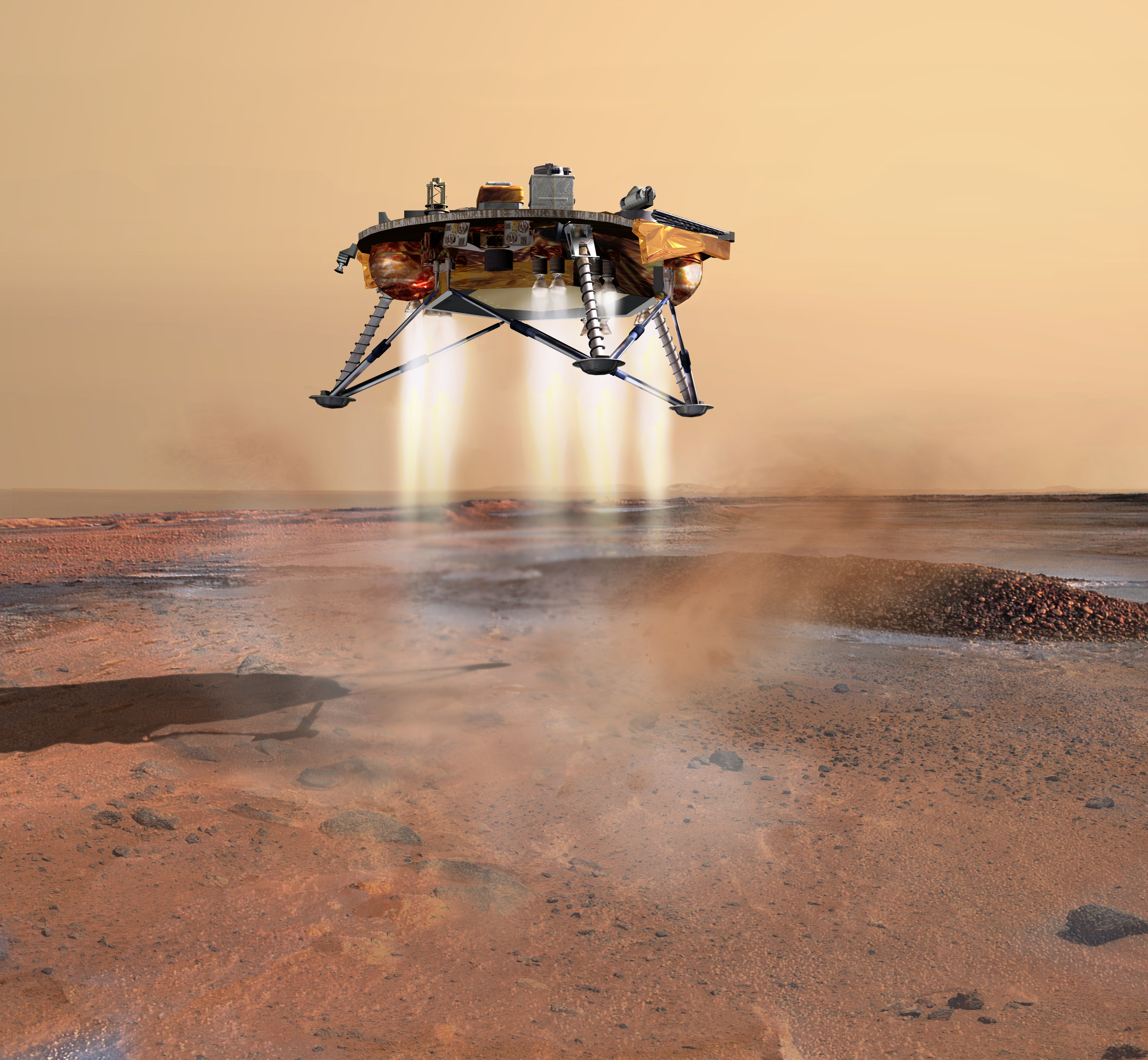
Phoenix
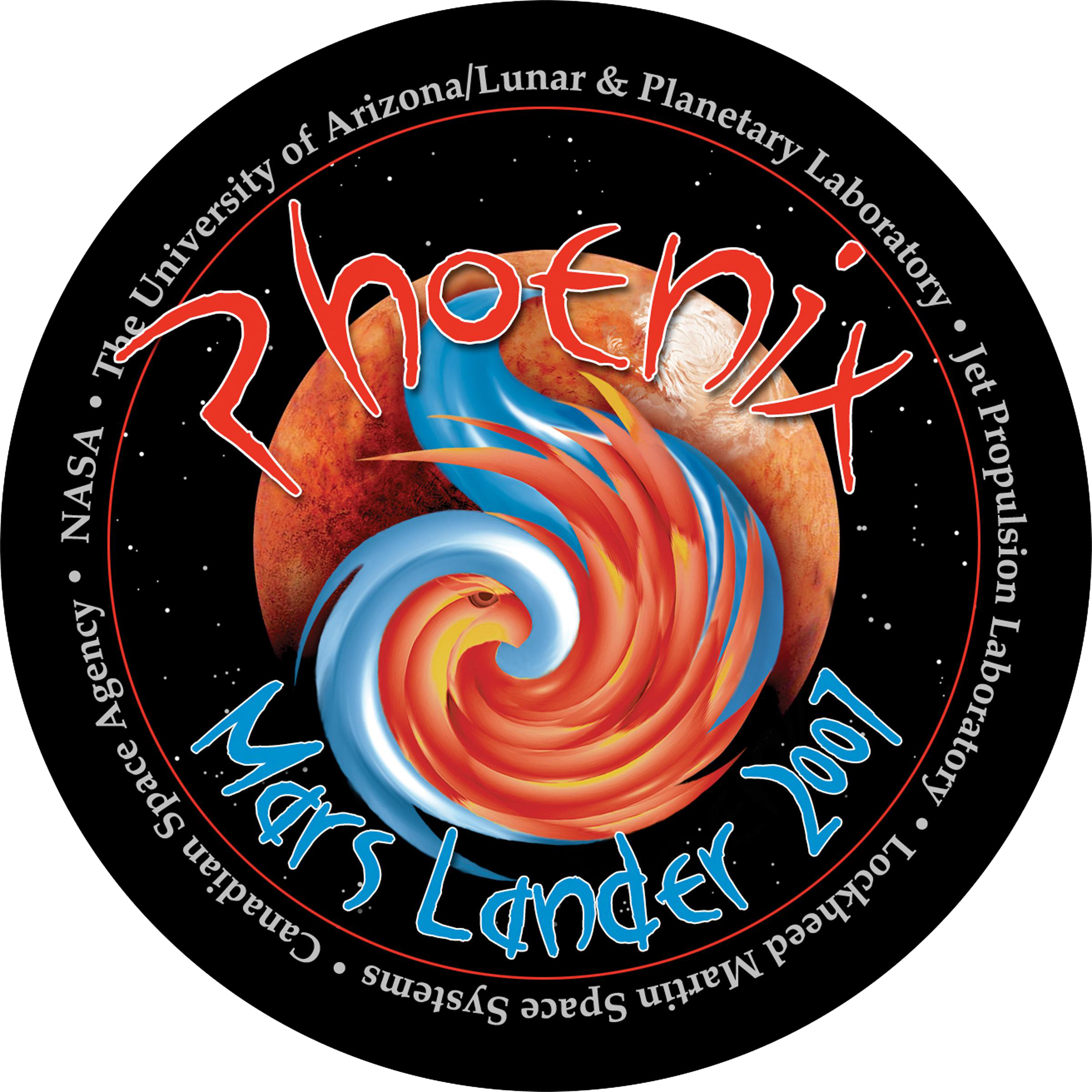
Logotipo da missão

## 2011

### Fobos-Grunt
Foi uma missão planejada pela Agência Espacial Federal Russa, lançada em 08 de novembro de 2011, a sonda entrou em órbita, mas não disparou seus motores, que a tirariam da órbita da Terra, iniciando a viagem a Marte. Os fragmentos da sonda russa Phobos-Grunt caíram no sul do Oceano Pacífico no domingo, 15 de Janeiro de 2012. Tinha o objetivo de pousar na lua de Marte chamada Fobos, coletar amostras do solo e retornar para a Terra para estudos. Também possuía instrumentos para estudar a lua Fobos e seu ambiente. A Fobos-Grunt viajaria junto com o orbitador chinês Yinghuo-1.

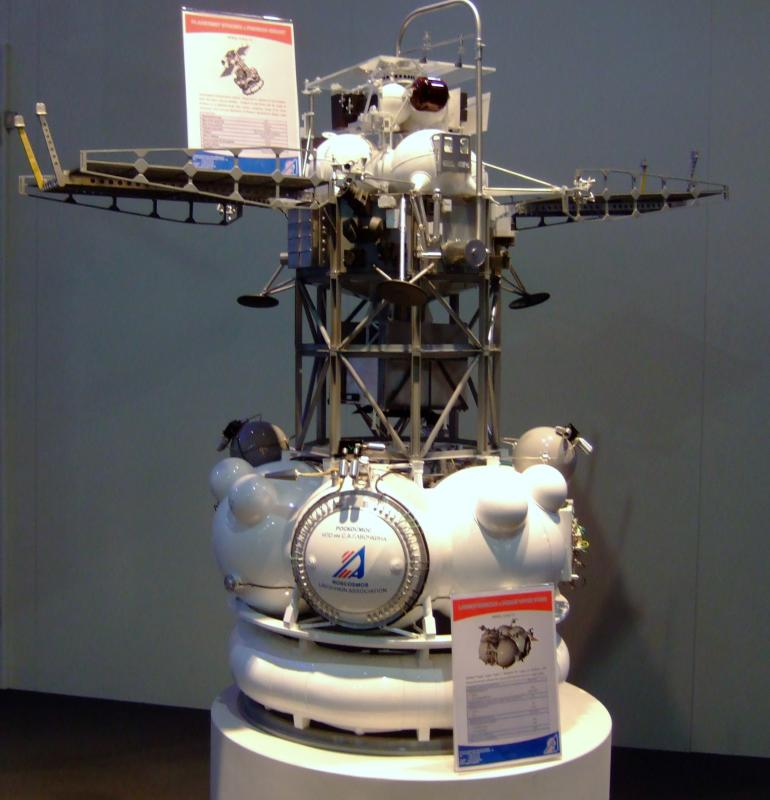
Fobos-Grunt

### Yinghuo-1
A missão Yinghuo-1 seria a primeira missão interplanetária da Administração Espacial Nacional da China, designada a estudar o planeta Marte a partir de sua órbita. Foi lançada juntamente com o aterrisador Fobos-Grunt em 08 de novembro de 2011, mas não conseguiu sair da órbita da Terra. Iria estudar a atmosfera de Marte e seu campo magnético.

### Mars Science Laboratory(MSL)
Missão da NASA, foi lançada em 26 de novembro de 2011, levando em seu interior um rover batizado como Curiosity, um jipe robô semelhante aos veículos Spirit e Opportunity, utilizados na missão espacial Mars Exploration Rover para a exploração do planeta. O pouso na superfície de Marte, mais precisamente na cratera Gale, ocorreu em 6 de agosto de 2012. Os principais objetivos do Curiosity incluem investigar a possibilidade da existência de vida em Marte, estudar o clima, a areologia e coletar dados para o envio de uma futura missão tripulada a Marte. A missão ainda está ativa. 

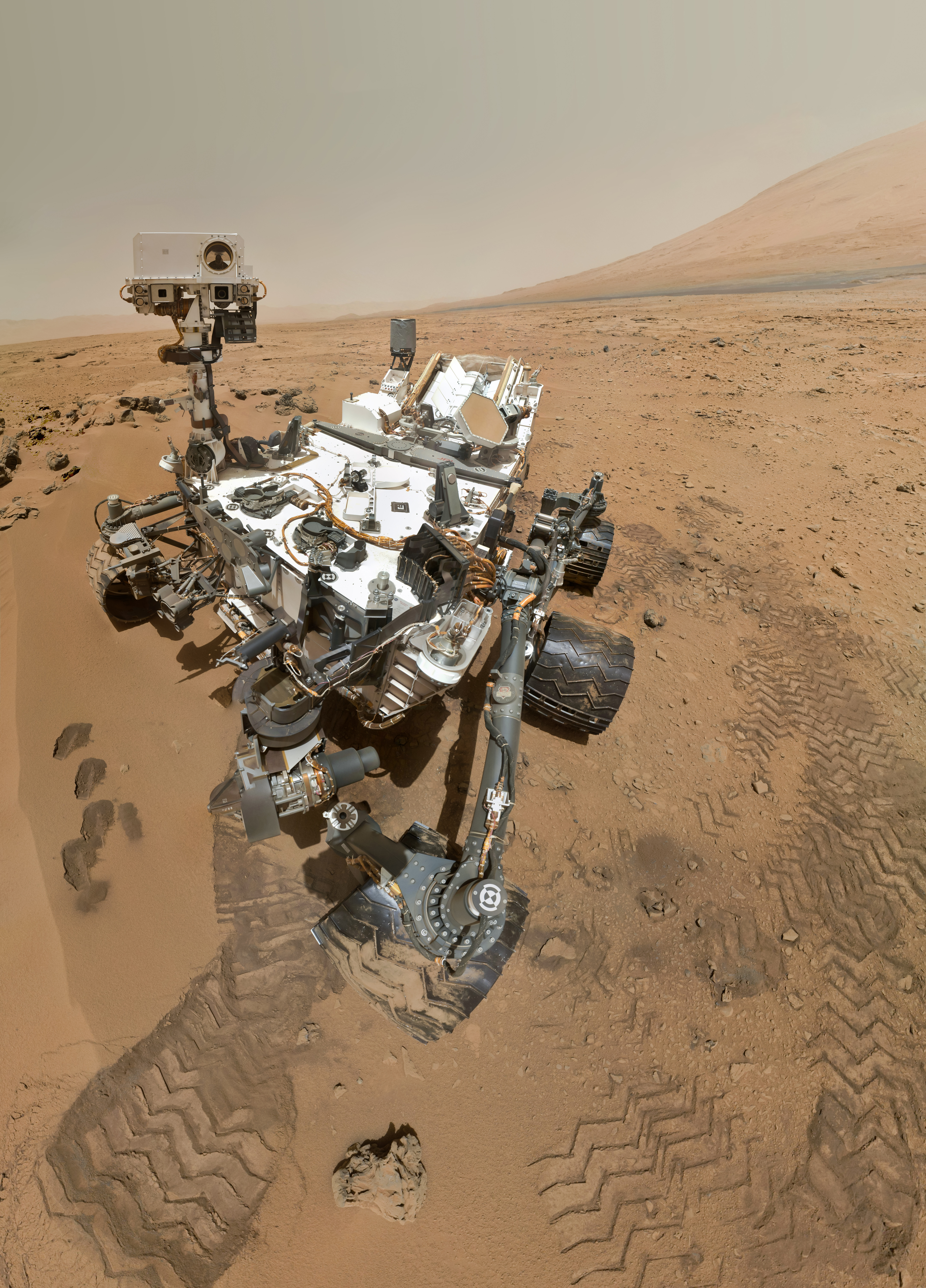
Curiosity
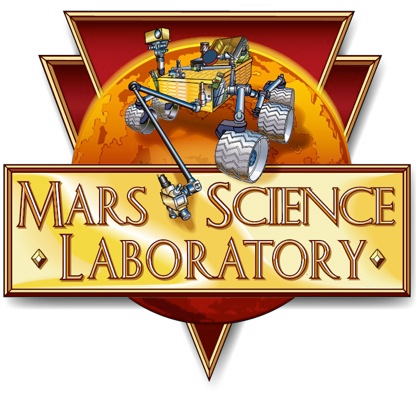
Logotipo da missão

## 2013

### Mars Orbiter Mission(MOM)
Conhecida também como Mangalyaan, é uma missão da Organização Indiana de Pesquisa Espacial, lançada em 05 de novembro de 2013, chegando ao seu destino em 24 de setembro de 2014. Tem como objetivos testar tecnologias para a exploração interplanetária e usar cinco instrumentos científicos para estudar a atmosfera e solo de Marte a partir de sua órbita. É a primeira missão indiana ao planeta vermelho.

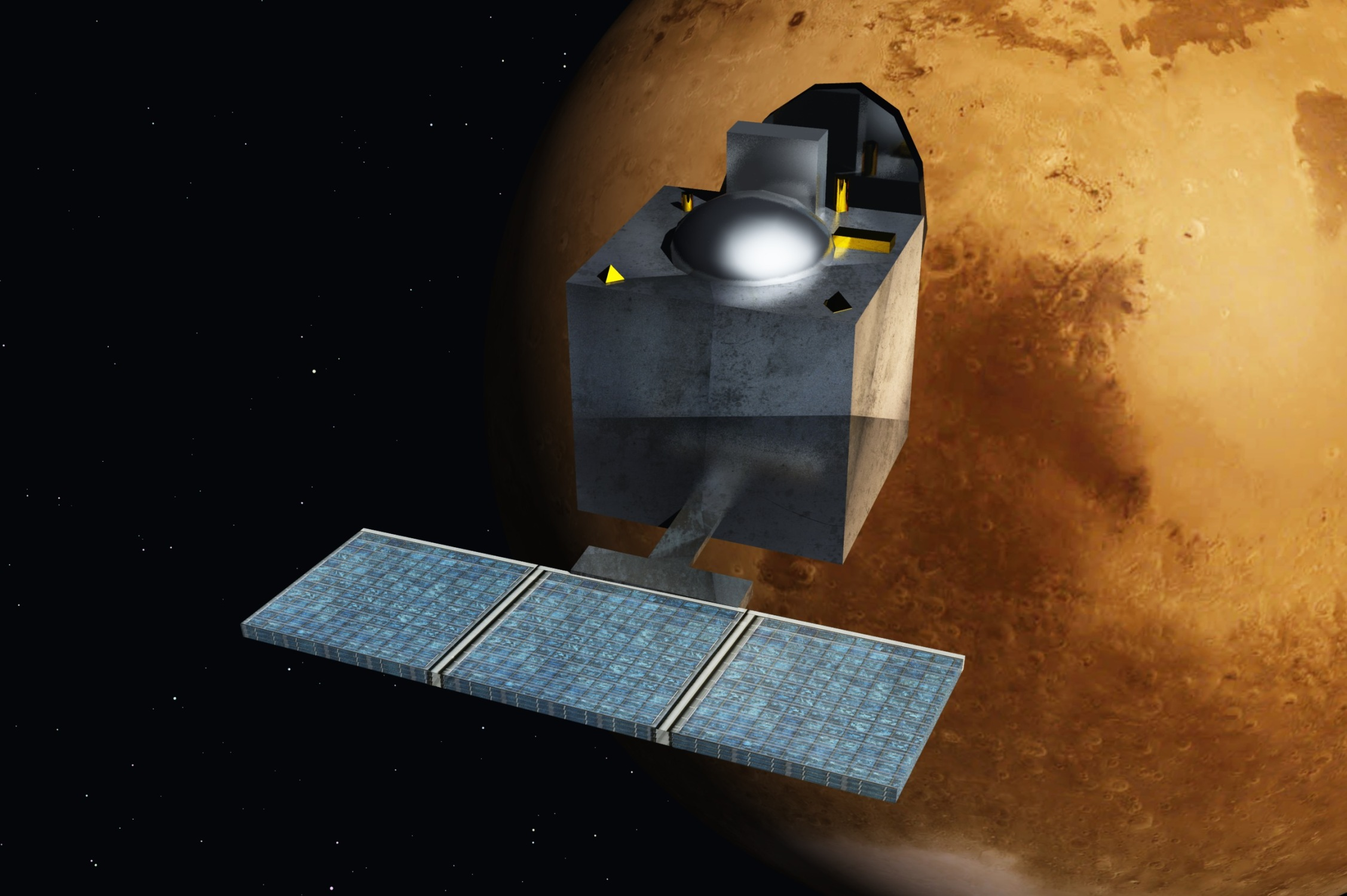
Mars Orbiter Mission

### MAVEN
Sigla em inglês: Mars Atmosphere and Volatile EvolutioN. Missão da NASA, foi lançada ao espaço no dia 18 de novembro de 2013, chegando ao seu destino em de 21 de setembro de 2014. O objetivo da missão MAVEN é explorar a atmosfera do planeta Marte e assim determinar como ela e a água do planeta foram perdidas ao longo do tempo. 

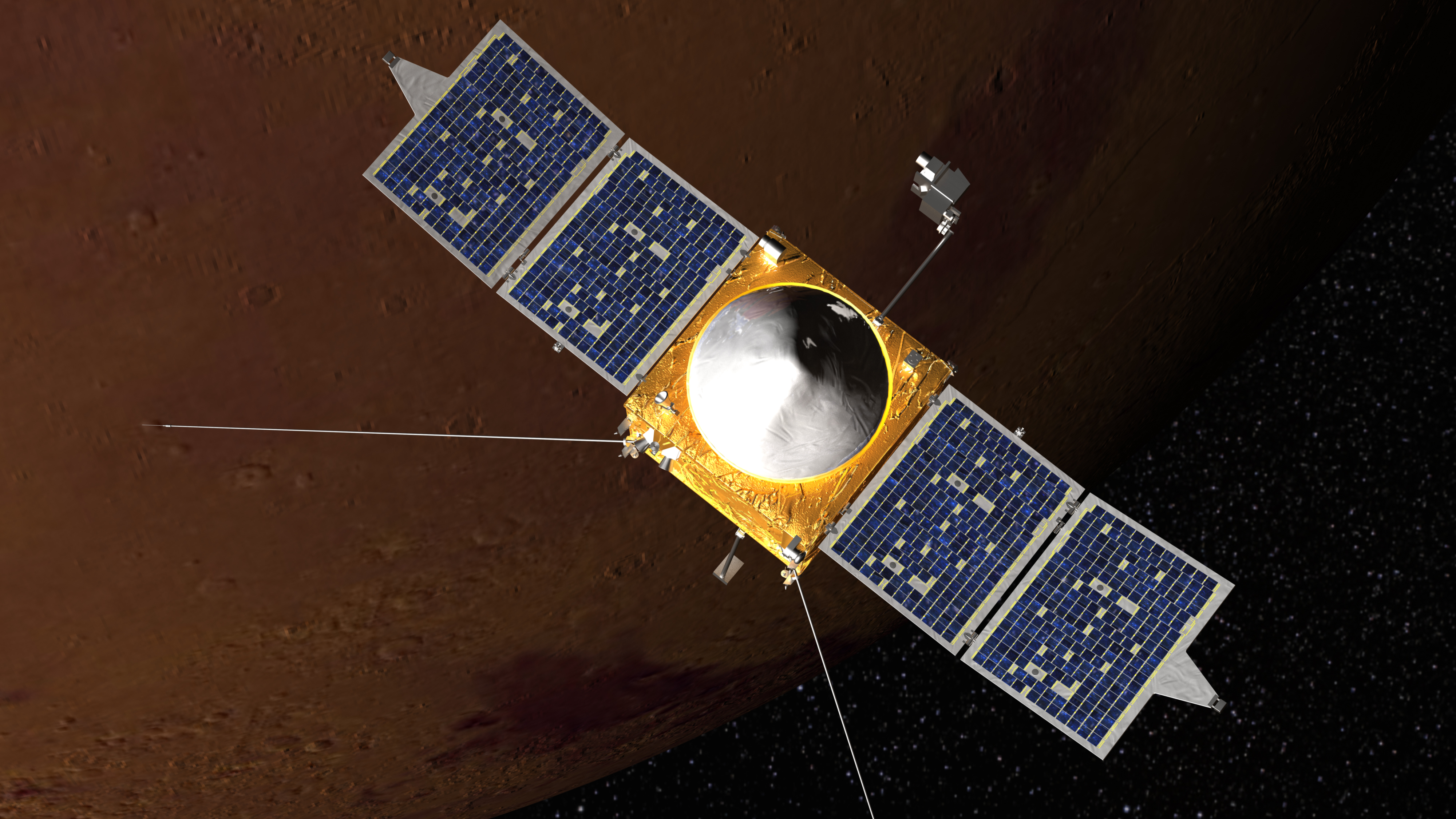
MAVEN
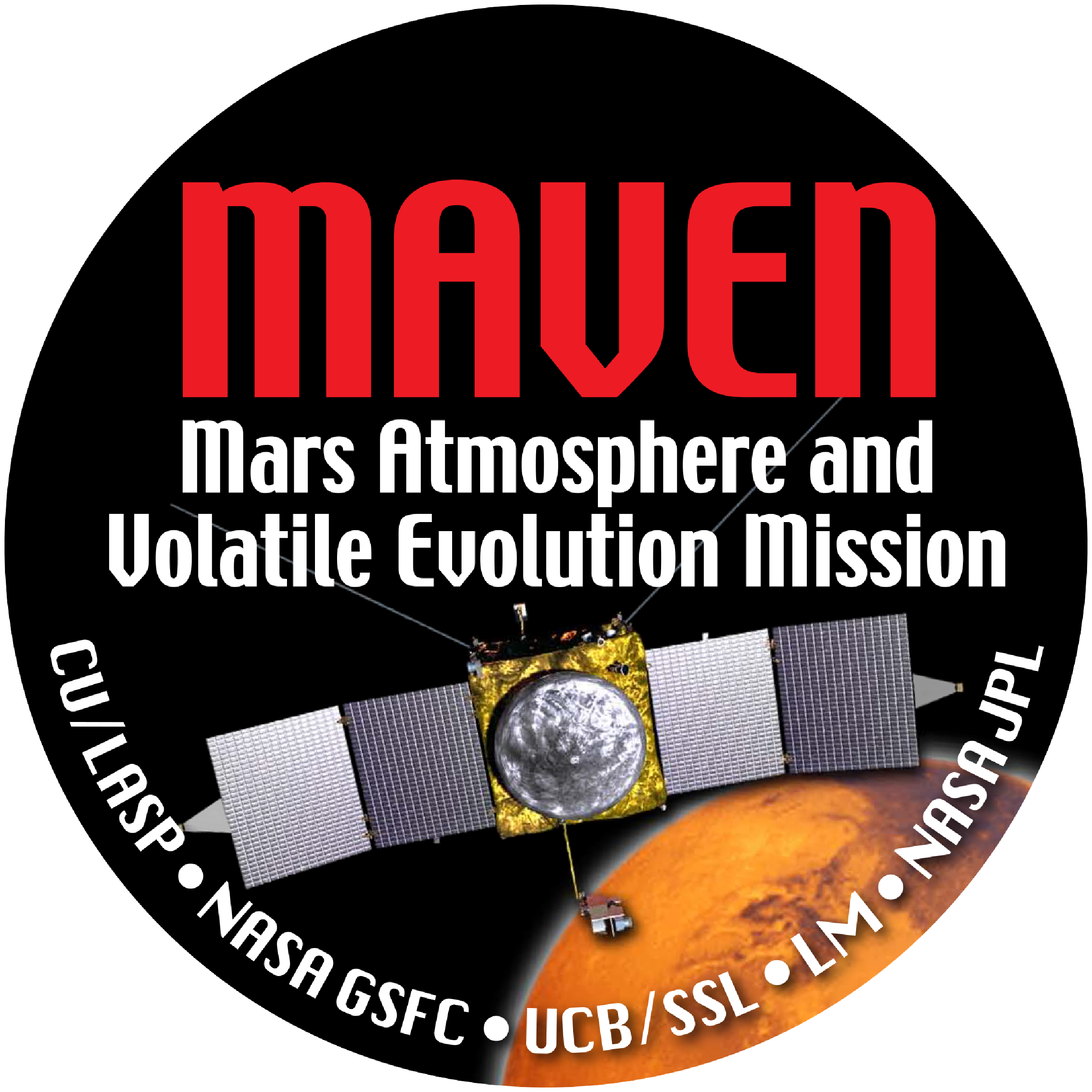
Logotipo da missão

## 2018

### InSight
InSight (abreviação de Interior Exploration using Seismic Investigations, Geodesy and Heat Transport, e anteriormente denominada GEMS) é uma atual missão espacial estadunidense operada pela NASA, com destino ao planeta Marte. A sonda foi lançada em 5 de maio de 2018 às 11:05 UTC através de um veículo lançador Atlas V.
A sonda aterrissou em Marte no dia 26 de novembro de 2018.

## 2021
Hope (Emirados Árabes Unidos)
Tianwen-1 (China)
Perseverance (USA)
Maior e mais complexa missão para Marte, composta de um ROVER de mais de 1 ton (peso na terra) e um helicóptero como prova de conceito, esse irá testar se é possível voar em Marte, em caso positivo ele irá revolucionar as próximas missões com dispositivos que não precisarão mais caminhar e sim voar até os objetivos.